# Sovjet-Unie op de Olympische Zomerspelen 1980
De Sovjet-Unie nam deel aan de Olympische Zomerspelen 1980 in Moskou in eigen land. Met een recordaantal van 195 medailles werd voor de derde achtereenvolgende keer het medailleklassement gewonnen.

## Medaillewinnaars
| Sport            | Olympiër | Discipline                 | Medaille |
| ---------------- | --- | -------------------------- | -------- |
| Atletiek         | Viktor Markin | 400 m (m)                  | Goud     |
| Atletiek         | Vladimir Moeravjov Nikolaj Sidorov Andrej Prokofjev Aleksandr Aksinin | 4×100 m (m)                | Goud     |
| Atletiek         | Nikolaj Tsjernetski Michail Linge Remigius Valiulis Viktor Markin | 4×400 m (m)                | Goud     |
| Atletiek         | Jaak Uudmäe | hink-stap-springen (m)     | Goud     |
| Atletiek         | Vladimir Kiseljev | kogelstoten (m)            | Goud     |
| Atletiek         | Viktor Rashchupkin | discuswerpen (m)           | Goud     |
| Atletiek         | Joeri Sedych | kogelslingeren (m)         | Goud     |
| Atletiek         | Dainis Kūla | speerwerpen (m)            | Goud     |
| Atletiek         | Ljoedmila Kondratjeva | 100 m (v)                  | Goud     |
| Atletiek         | Nadezjda Olizarenko | 800 m (v)                  | Goud     |
| Atletiek         | Tatjana Kazankina | 1500 m (v)                 | Goud     |
| Atletiek         | Vera Komisova | 100 m horden (v)           | Goud     |
| Atletiek         | Tatjana Prorotsjenko Tatjana Goisjtsjik Nina Zjoeskova Irina Nazarova | 4×400 m (v)                | Goud     |
| Atletiek         | Tatjana Kolpakova | verspringen (v)            | Goud     |
| Atletiek         | Nadezjda Tkatsjenko | vijfkamp (v)               | Goud     |
| Basketbal        | Olga Barisjeva Vida Beselienė Nelli Ferjabnikova Tatjana Ivinskaja Tetjana Nadirova Tatjana Ovetsjkina Angelė Rupšienė Uļjana Semjonova Ljoebov Sjarmaj Nadezjda Sjoevajeva Ljoedmyla Rogozjyna Olga Soecharnova                                                                                      | vrouwen                    | Goud     |
| Boksen           | Sjamil Sabirov | -48 kg (m)                 | Goud     |
| Boogschieten     | Keto Losaberidze | individueel (v)            | Goud     |
| Gewichtheffen    | Kanybek Osmonalijev | -52 kg (m)                 | Goud     |
| Gewichtheffen    | Viktor Mazin | -60 kg (m)                 | Goud     |
| Gewichtheffen    | Joerik Vardanjan | -82,5 kg (m)               | Goud     |
| Gewichtheffen    | Leonid Taranenko | -110 kg (m)                | Goud     |
| Gewichtheffen    | Soeltan Rachmanov | +110 kg (m)                | Goud     |
| Handbal          | Larysa Karlova Tetyana Kocherhina Natalya Lukyanenko Valentyna Lutayeva Aldona Nenėnienė Lyubov Odynokova Iryna Palchykova Ljoedmila Poradnyk Yuliya Safina Larisa Savkina Sigita Strečen Nataliya Tymoshkina Zinaida Turchyna Olha Zubaryeva                                                         | vrouwen                    | Goud     |
| Judo             | Nikolaj Solodoechin | -65 kg (m)                 | Goud     |
| Judo             | Sjota Chabareli | -78 kg (m)                 | Goud     |
| Kanovaren        | Sergej Postrechin | C-1 500 m (m)              | Goud     |
| Kanovaren        | Vladimir Parfenovitsj | K-1 500 m (m)              | Goud     |
| Kanovaren        | Vladimir Parfenovitsj Sergej Tsjoechrai | K-2 500 m (m)              | Goud     |
| Kanovaren        | Vladimir Parfenovitsj Sergej Tsjoechrai | K-2 1000 m (m)             | Goud     |
| Moderne vijfkamp | Anatoli Starostin | individueel (m)            | Goud     |
| Moderne vijfkamp | Anatoli Starostin Pavel Lednjev Jevgeni Lipejev | team (m)                   | Goud     |
| Paardensport     | Joeri Kovsjov Viktor Oegrjoemov Vera Misevitsj | dressuur (team)            | Goud     |
| Paardensport     | Aleksandr Blinov Joeri Salnikov Valeri Volkov Sergej Rogosjin | eventing (team)            | Goud     |
| Paardensport     | Vjatsjeslav Tsjoekanov Viktor Poganovski Viktor Asmajev Nikolai Korolkov | springconcours team        | Goud     |
| Roeien           | Jelena Chloptseva Larissa Popova | dubbel-twee (v)            | Goud     |
| Schermen         | Vladimir Smirnov | floret (m)                 | Goud     |
| Schermen         | Viktor Krovopoeskov | sabel (m)                  | Goud     |
| Schermen         | Michail Boertsev Viktor Krovopoeskov Viktor Sidjak Vladimir Naslimov Nikolaj Aljochin | sabel team (m)             | Goud     |
| Schietsport      | Viktor Vlassov | 50 m geweer 3 houdingen    | Goud     |
| Schietsport      | Aleksandr Melentjev | 50 m pistool               | Goud     |
| Schietsport      | Igor Sokolov | 50 m bewegend doel         | Goud     |
| Schoonspringen   | Aleksandr Portnov | 3 meter plank (m)          | Goud     |
| Schoonspringen   | Irina Kalinina | 3 meter plank (v)          | Goud     |
| Turnen           | Aleksandr Dityatin | individuele meerkamp (m)   | Goud     |
| Turnen           | Aleksandr Dityatin | ringen (m)                 | Goud     |
| Turnen           | Aleksandr Tkatsjov | brug (m)                   | Goud     |
| Turnen           | Nikolaj Andrianov | sprong (m)                 | Goud     |
| Turnen           | Aleksandr Dityatin Nikolaj Andrianov Eduard Azarjan Aleksandr Tkatsjov Bogdan Makoets Vladimir Markelov | meerkamp team (m)          | Goud     |
| Turnen           | Jelena Davydova | individuele meerkamp (v)   | Goud     |
| Turnen           | Nellie Kim | vloer (v)                  | Goud     |
| Turnen           | Natalja Sjaposjnikova | sprong (v)                 | Goud     |
| Turnen           | Natalja Sjaposjnikova Jelena Davydova Nelli Kim Maria Filatova Stella Zacharova Jelena Naimoesjina | meerkamp team (v)          | Goud     |
| Volleybal        | Vladimir Chernyshov Vladimir Dorokhov Aleksandr Ermilov Vladimir Kondra Valeriy Kryvov Fedir Lashchonov Viljar Loor Oleh Molyboha Yuriy Panchenko Aleksandr Savin Pāvels Seļivanovs Vjatsjeslav Zajtsev                                                                                               | zaal (m)                   | Goud     |
| Volleybal        | Elena Akhaminova Elena Andreiuk Svetlana Badulina Liudmila Chernyshova Liubov Kozyreva Lidia Loginova Irina Makogonova Svetlana Nikishina Larisa Pavlova Nadezhda Radzevich Natalia Razumova Olga Solovova                                                                                            | zaal (v)                   | Goud     |
| Waterpolo        | Vladimir Akimov Aleksei Barkalov Jevgeni Grisjin Michail Ivanov Aleksandr Kabanov Sergei Kotenko Georgi Mschvenieradze Mait Riisman Erkin Shagaev Jevgeni Sjaronov Viacheslav Sobchenko | mannen                     | Goud     |
| Wielersport      | Sergej Soechoroetsjenkov | wegwedstrijd (m)           | Goud     |
| Wielersport      | Anatoli Jarkin Joeri Kasjirin Oleg Logvin Sergej Sjelpakov | ploegentijdrit (m)         | Goud     |
| Wielersport      | Viktor Manakov Valerij Movtsjan Vladimir Ossokin Vitali Petrakov | ploegenachtervolging (m)   | Goud     |
| Worstelen        | Zhaksylyk Ushkempirov | -48 kg Grieks-Romeins (m)  | Goud     |
| Worstelen        | Vakhtang Blagidze | -52 kg Grieks-Romeins (m)  | Goud     |
| Worstelen        | Sjamil Serikov | -57 kg Grieks-Romeins (m)  | Goud     |
| Worstelen        | Gennadi Korban | -82 kg Grieks-Romeins (m)  | Goud     |
| Worstelen        | Aleksandr Koltsjinski | +100 kg Grieks-Romeins (m) | Goud     |
| Worstelen        | Anatoli Beloglazov | -52 kg vrije stijl (m)     | Goud     |
| Worstelen        | Sergej Beloglazov | -57 kg vrije stijl (m)     | Goud     |
| Worstelen        | Magomedgasan Aboesjev | -62 kg vrije stijl (m)     | Goud     |
| Worstelen        | Saipulla Absaidov | -68 kg vrije stijl (m)     | Goud     |
| Worstelen        | Sanasar Oganesjan | -90 kg vrije stijl (m)     | Goud     |
| Worstelen        | Ilja Mate | -100 kg vrije stijl (m)    | Goud     |
| Worstelen        | Soslan Andijev | +100 kg vrije stijl (m)    | Goud     |
| Zeilen           | Valentin Mankin Aleksandr Moezyenko | star klasse                | Goud     |
| Zwemmen          | Sergej Kopljakov | 200 m vrije slag (m)       | Goud     |
| Zwemmen          | Vladimir Salnikov | 400 m vrije slag (m)       | Goud     |
| Zwemmen          | Vladimir Salnikov | 1500 m vrije slag (m)      | Goud     |
| Zwemmen          | Robertas Žulpa | 200 m schoolslag (m)       | Goud     |
| Zwemmen          | Sergej Fesenko | 200 m vlinderslag (m)      | Goud     |
| Zwemmen          | Oleksandr Sydorenko | 400 m wisselslag (m)       | Goud     |
| Zwemmen          | Sergej Kopljakov Andrej Krylov Vladimir Salnikov Ivar Stoekolkin | 4×200 meter vrije slag (m) | Goud     |
| Zwemmen          | Lina Kačiušytė | 200 meter schoolslag (v)   | Goud     |
|                  | |                            |          |
| Atletiek         | Vassili Arsjipenko | 400 m horden (m)           | Zilver   |
| Atletiek         | Pjotr Potsjintsjoek | 20km snelwandelen (m)      | Zilver   |
| Atletiek         | Konstantin Volkov | polsstokhoogspringen (m)   | Zilver   |
| Atletiek         | Viktor Sanjejev | hink-stap-springen (m)     | Zilver   |
| Atletiek         | Aleksandr Barysjnikov | kogelstoten (m)            | Zilver   |
| Atletiek         | Sergej Litvinov | kogelslingeren (m)         | Zilver   |
| Atletiek         | Aleksandr Makarov | speerwerpen (m)            | Zilver   |
| Atletiek         | Joeri Koetsenko | tienkamp (m)               | Zilver   |
| Atletiek         | Natalia Botsjina | 200 m (v)                  | Zilver   |
| Atletiek         | Olga Mineeva | 800 m (v)                  | Zilver   |
| Atletiek         | Vera Komisova Ljoedmila Maslakova Vera Anisimova Natalja Botsjina | 4×100 m (v)                | Zilver   |
| Atletiek         | Svetlana Kratsjevskaja | kogelstoten (v)            | Zilver   |
| Atletiek         | Saida Goenba | speerwerpen (v)            | Zilver   |
| Atletiek         | Olga Roekavisjnikova | vijfkamp (v)               | Zilver   |
| Boksen           | Viktor Mirosjnitsjenko | -51 kg (m)                 | Zilver   |
| Boksen           | Viktor Demjanenko | -60 kg (m)                 | Zilver   |
| Boksen           | Serik Konakbajev | -63,5 kg (m)               | Zilver   |
| Boksen           | Aleksandr Kosjkin | -71 kg (m)                 | Zilver   |
| Boksen           | Viktor Savtsjenko | -75 kg (m)                 | Zilver   |
| Boksen           | Pjotr Zajev | +81 kg (m)                 | Zilver   |
| Boogschieten     | Boris Isatsjenko | individueel (m)            | Zilver   |
| Boogschieten     | Natalja Boetoezova | individueel (v)            | Zilver   |
| Gewichtheffen    | Joerik Sarkisjan | -56 kg (m)                 | Zilver   |
| Gewichtheffen    | Aleksandr Pervy | -75 kg (m)                 | Zilver   |
| Gewichtheffen    | Igor Nikitin | -100 kg (m)                | Zilver   |
| Handbal          | Aleksandr Anpilogov Vladimir Belov Yevgeni Chernyshov Anatoli Fedyukin Mykhaylo Ishchenko Aleksandr Karshakevich Yuri Kidyaev Vladimir Kravtsov Serhiy Kushniryuk Viktor Makhorin Voldemaras Novickis Vladimir Repev Mykola Tomyn Aleksey Zhuk                                                        | mannen                     | Zilver   |
| Judo             | Tengis Sjubuluri | -95 kg (m)                 | Zilver   |
| Kanovaren        | Sergej Postrechin | C-1 1000 m (m)             | Zilver   |
| Kanovaren        | Galina Alexejeva Nina Trofimova | K-2 500 m (v)              | Zilver   |
| Paardensport     | Joeri Kovsjov | Dressuur individueel       | Zilver   |
| Paardensport     | Aleksandr Blinov | Eventing individueel       | Zilver   |
| Paardensport     | Nikolai Korolkov | springconcours             | Zilver   |
| Roeien           | Vassily Jakoesja | skiff (m)                  | Zilver   |
| Roeien           | Joeri Pimenov Nikolai Pimenov | twee-zonder (m)            | Zilver   |
| Roeien           | Viktor Pereverzev Gennadi Krjoetsjkin Aleksandr Loekjanov (s) | twee-met (m)               | Zilver   |
| Roeien           | Jevgeni Barbakov Nikolai Dovgan Valeri Klesjnev Joeri Sjapotsjka | dubbel-vier (m)            | Zilver   |
| Roeien           | Valeri Dolinin Vitali Jelissejev Aleksej Kamkin Aleksandr Koelagin | vier-zonder (m)            | Zilver   |
| Roeien           | Juris Bērziņš Artūrs Garonskis Dimants Krišjānis Dzintars Krišjānis Žoržs Tikmers | vier-met (m)               | Zilver   |
| Roeien           | Antonina Machina | skiff (v)                  | Zilver   |
| Roeien           | Nadezjda Ljoebimova Jelena Matievskaja Antonina Poestovit Nina Tsjeremisina Olga Vasiltsjenko | dubbel-vier-met (v)        | Zilver   |
| Roeien           | Nina Frolova Marija Pazjoen Olga Pivovarova Nina Preobrazjenskaja Nadezjda Prisjtsjepa Tatjana Stetsenko Jelena Teresjina Nina Umanets Valentina Zjoelina | acht (v)                   | Zilver   |
| Schermen         | Asjot Karagian Vladimir Lapitsky Aleksandr Romankov Sabirzjan Roezijev Vladimir Smirnov | floret team (m)            | Zilver   |
| Schermen         | Michail Boertsev | sabel (m)                  | Zilver   |
| Schermen         | Jelena Belova Nailia Giliazova Irina Oesjakova Valentina Sidorova Larissa Tsagarajeva | floret team (v)            | Zilver   |
| Schietsport      | Roestam Jamboelatov | trap                       | Zilver   |
| Schoonspringen   | Vladimir Alejnik | 10 m toren (m)             | Zilver   |
| Schoonspringen   | Servard Emirzjan | 10 m toren (v)             | Zilver   |
| Turnen           | Nikolaj Andrianov | individuele meerkamp (m)   | Zilver   |
| Turnen           | Nikolaj Andrianov | vloer (m)                  | Zilver   |
| Turnen           | Aleksandr Dityatin | vloer (m)                  | Zilver   |
| Turnen           | Aleksandr Dityatin | paard voltige (m)          | Zilver   |
| Turnen           | Aleksandr Dityatin | rekstok (m)                | Zilver   |
| Turnen           | Aleksandr Dityatin | sprong (m)                 | Zilver   |
| Turnen           | Aleksandr Tkatsjov | ringen (m)                 | Zilver   |
| Turnen           | Jelena Davydova | balk (v)                   | Zilver   |
| Wielersport      | Aleksandr Panfilov | tijdrit (m)                | Zilver   |
| Worstelen        | Anatoli Bykov | -74 kg Grieks-Romeins (m)  | Zilver   |
| Worstelen        | Igor Kanygin | -90 kg Grieks-Romeins (m)  | Zilver   |
| Worstelen        | Magomedkhan Aratsilov | -82 kg vrije stijl (m)     | Zilver   |
| Zeilen           | Boris Budnikow Alexander Busnikow Nikolai Poljakow | soling klasse              | Zilver   |
| Zwemmen          | Andrej Krylov | 200 m vrije slag (m)       | Zilver   |
| Zwemmen          | Andrej Krylov | 400 m vrije slag (m)       | Zilver   |
| Zwemmen          | Aleksandr Tsjajev | 400 m vrije slag (m)       | Zilver   |
| Zwemmen          | Viktor Koeznetsov | 100 m rugslag (m)          | Zilver   |
| Zwemmen          | Arsens Miskarovs | 100 m schoolslag (m)       | Zilver   |
| Zwemmen          | Sergej Fesenko | 40 wisselslag (m)          | Zilver   |
| Zwemmen          | Viktor Koeznetsov Arsens Miskarovs Jevgeni Seredin Sergej Kopljakov | 4×100 m wisselslag (m)     | Zilver   |
| Zwemmen          | Elvira Vassilkova | 100 m schoolslag (v)       | Zilver   |
| Zwemmen          | Svetlana Varganova | 200 m schoolslag (v)       |          |
|                  | |                            |          |
| Atletiek         | Nikolai Kirov | 800 m (m)                  | Brons    |
| Atletiek         | Setymkoel Dshoemanassarov | marathon (m)               | Brons    |
| Atletiek         | Aleksandr Poetsjkov | 110 m horden (m)           | Brons    |
| Atletiek         | Jevgeni Ivtsjenko | 50km snelwandelen (m)      | Brons    |
| Atletiek         | Valeri Podloesjnyi | verspringen (m)            | Brons    |
| Atletiek         | Jüri Tamm | kogelslingeren (m)         | Brons    |
| Atletiek         | Sergej Tsjeljanov | tienkamp (m)               | Brons    |
| Atletiek         | Tatjana Providokhina | 800 m (v)                  | Brons    |
| Atletiek         | Nadezjda Olizarenko | 1500 m (v)                 | Brons    |
| Atletiek         | Tatyana Skatsjko | verspringen (v)            | Brons    |
| Atletiek         | Tatjana Lesovaja | discuswerpen (v)           | Brons    |
| Atletiek         | Olga Koeragina | vijfkamp (v)               | Brons    |
| Basketbal        | Sergej Belov Oleksandr Bilostinnyj Nikoloz Derioegini Stanislav Jerjomin Sergejus Jovaiša Andrej Lopatov Valeri Miloserdov Anatoli Mysjkin Oleksandr Salnikov Sergej Tarakanov Vladimir Tkatsjenko Vladimir Zjigili                                                                                   | mannen                     | Brons    |
| Boksen           | Viktor Rybakov | -57 kg (m)                 | Brons    |
| Hockey           | Sos Airapetjan Minneula Azizov Valeri Beljakov Viktor Depoetatov Aleksandr Goessev Aleksandr Gontsjarov Sergej Klevtsov Vjatsjeslav Lampejev Aleksandr Mjasnikov Mikhail Nitsjepoerenko Leonid Pavlovski Sergej Plesjakov Vladimir Plesjakov Aleksandr Sytsjev Farit Zigangirov Oleg Zagorodnev       | mannen                     | Brons    |
| Hockey           | Leila Akhmerova Natalja Boezoenova Natalja Bykova Nadezhda Filipova Ljoedmila Frolova Lidija Gloebokova Jelena Goerjeva Galina Inzjoevatova Nelli Gorbatkova Tatjana Jembakhtova Alina Kham Natella Krasnikova Nadezhda Ovetsjkina Tatjana Sjvyganova Galina Vjoezjanina Valentina Zazdravnykh        | vrouwen                    | Brons    |
| Judo             | Arambi Emish | -60 kg (m)                 | Brons    |
| Judo             | Alexander Jazkevitsj | -86 kg (m)                 | Brons    |
| Kanovaren        | Vasili Joertsjenko | C-2 1000 m (m)             | Brons    |
| Kanovaren        | Antonina Melnikova Nina Trofimova | K-1 500 m (v)              | Brons    |
| Moderne vijfkamp | Pavel Lednjev | individueel (m)            | Brons    |
| Paardensport     | Viktor Oegrjoemov | Dressuur individueel       | Brons    |
| Paardensport     | Joeri Salnikov | Eventing individueel       | Brons    |
| Roeien           | Grigori Dmitrenko Viktor Kokosjkin Andrej Loegin Igor Maistrenko Aleksandr Mantsevitsj Jonas Normantas Jonas Pintskus Andrej Tisjtsjenko Aleksandr Tkatsjenko | acht (m)                   | Brons    |
| Roeien           | Marija Fadejeva Galina Sovetnikova Marina Stoedneva Svetlana Semjonova Nina Tsjeremisina (s) | vier-met (v)               | Brons    |
| Schermen         | Aleksandr Aboesjakhmetov Asjot Karagian Boris Loekomski Aleksandr Mozjajev Vladimir Smirnov | degen team (m)             | Brons    |
| Schermen         | Aleksandr Romankov | floret (m)                 | Brons    |
| Schietsport      | Aleksandr Gazov | 50 m bewegend doel         | Brons    |
| Schoonspringen   | David Ambartsoemjan | 10 m toren (m)             | Brons    |
| Schoonspringen   | Liana Tsotadze | 10 m toren (v)             | Brons    |
| Turnen           | Nikolaj Andrianov | rekstok (m)                | Brons    |
| Turnen           | Aleksandr Dityatin | vloer (m)                  | Brons    |
| Turnen           | Natalja Sjaposjnikova | balk (v)                   | Brons    |
| Turnen           | Natalja Sjaposjnikova | vloer (v)                  | Brons    |
| Turnen           | Maria Filatova | brug (v)                   | Brons    |
| Voetbal          | Sergej Andrejev Sergei Baltatsja Vladimir Bessonov Vagiz Chidijatoellin Rinat Dasayev Joeri Gavrilov Valery Gazzaev Khoren Hovhannisyan Sergei Nikulin Vladimir Pilguy Aleksandr Prokopenko Oleg Romantsev Sergej Shavlo Tengiz Soelakvelidze Revaz Tsjelebadze Fjodor Tsjerenkov Aleksandr Tsjivadze | mannen                     | Brons    |
| Wielersport      | Sergej Kopylov | sprint (m)                 | Brons    |
| Wielersport      | Joeri Barinov | wegwedstrijd (m)           | Brons    |
| Worstelen        | Boris Kramorenko | -62 kg Grieks-Romeins (m)  | Brons    |
| Worstelen        | Sergej Kornilajev | -48 kg vrije stijl (m)     | Brons    |
| Zeilen           | Andrej Balaschov | finn                       | Brons    |
| Zwemmen          | Ivar Stoekolkin | 400 m vrije slag (m)       | Brons    |
| Zwemmen          | Vladimir Dolgov | 100 m rugslag (m)          | Brons    |
| Zwemmen          | Arsens Miskarovs | 200 m schoolslag (m)       | Brons    |
| Zwemmen          | Joelia Bogdanova | 200 m schoolslag (v)       | Brons    |
| Zwemmen          | Alla Grisjtsjenkova Jelena Kroeglova Natalja Stroennikova Elvira Vassilkova | 4×100 meter wisselslag (m) | Brons    |

## Deelnemers en resultaten

### Atletiek
| Olympiër                                                              | Discipline               | Resultaat | Prestatie |
| --------------------------------------------------------------------- | ------------------------ | --------- | --- |
| Aleksandr Aksinin                                                     | 100 m (m)                | 4e        | serie 3: 1ste in 10,26 kwartfinale 2: 1ste in 10,29 halve finale 1: 3de in 10,45 finale: 4de in 10,42 |
| Vladimir Moeravjov                                                    | 100 m (m)                | 6e        | serie 4: 2de in 10,37 kwartfinale 4: 3de in 10,34 halve finale 2: 3de in 10,42 finale: 6de in 10,44 |
| Andrej Sjljapnikov                                                    | 100 m (m)                | 20e       | serie 9: 3de in 10,43 kwartfinale 3: 5de in 10,41 |
| Vladimir Moeravjov                                                    | 200 m (m)                | DNS       | serie 6: niet gestart |
| Nikolaj Sidorov                                                       | 200 m (m)                | 14e       | serie 8: 3de in 21,15 kwartfinale 4: 2de in 20,83 halve finale 2: 7de in 21,17 |
| Aleksandr Stasevich                                                   | 200 m (m)                | DNF       | serie 4: niet gefinisht |
| Viktor Boerakov                                                       | 400 m (m)                | 11e       | serie 7: 2de in 46,41 kwartfinale 3: 3de in 46,23 halve finale 2: 5de in 45,97 |
| Nikolaj Tsjernetski                                                   | 400 m (m)                | 10e       | serie 8: 1ste in 47,04 kwartfinale 4: 4de in 46,30 halve finale 1: 6de in 46,94 |
| Viktor Markin                                                         | 400 m (m)                | Goud      | serie 5: 1ste in 46,88 kwartfinale 2: 1ste in 45,58 halve finale 2: 2de in 45,60 finale: 1ste in 44,60 |
| Nikolaj Kirov                                                         | 800 m (m)                | Brons     | serie 2: 2de in 1.47,5 halve finale 2: 1ste in 1.46,6 finale: 3de in 1.46,0 |
| Anatoli Resjetnja                                                     | 800 m (m)                | 10e       | serie 3: 2de in 1.47,9 halve finale 2: 5de in 1.48,2 |
| Vladimir Malozemlin                                                   | 1500 m (m)               | 13e       | serie 4: 4de in 3.38,7 halve finale 1: 5de in 3.43,6 |
| Vitali Tysjtsjenko                                                    | 1500 m (m)               | 11e       | serie 2: 2de in 3.44,4 halve finale 2: 7de in 3.41,5 |
| Pavlo Jakovljev                                                       | 1500 m (m)               | 21e       | serie 1: 5de in 3.44,2 |
| Valeri Abramov                                                        | 5000 m (m)               | 15e       | serie 2: 3de in 13.42,9 halve finale 1: 6de in 13.40,7 |
| Aleksandr Fedotkin                                                    | 5000 m (m)               | 8e        | serie 1: 6de in 13.45,6 halve finale 2: 8ste in 13.31,9 finale: 8ste in 13.24,1 |
| Enn Sellik                                                            | 5000 m (m)               | 25e       | serie 3: 8ste in 13.52,4 |
| Aleksandras Antipovas                                                 | 10000 m (m)              | DNF       | serie 1: niet gefinisht |
| Enn Sellik                                                            | 10000 m (m)              | 8e        | serie 2: 4de in 29.12,1 finale: 8ste in 28.13,72 |
| Vladimir Shesterov                                                    | 10000 m (m)              | 20e       | serie 3: 9de in 29.32,4 |
| Joeri Tsjervanjov                                                     | 110 m horden (m)         | 8e        | serie 1: 1ste in 13,75 halve finale 1: 3de in 13,78 finale: 8ste in 15,80 |
| Andrej Prokofjev                                                      | 110 m horden (m)         | 4e        | serie 2: 2de in 13,61 halve finale 2: 2de in 13,59 finale: 4de in 13,49 |
| Aleksandr Poetsjkov                                                   | 110 m horden (m)         | Brons     | serie 3: 4de in 13,84 halve finale 1: 2de in 13,50 finale: 3de in 13,44 |
| Vassili Arsjipenko                                                    | 400 m horden (m)         | Zilver    | serie 3: 1ste in 50,22 halve finale 2: 1ste in 49,80 finale: 2de in 48,86 |
| Aleksandr Charlov                                                     | 400 m horden (m)         | 11e       | serie 2: 4de in 50,79 halve finale 1: 5de in 50,64 |
| Nikolaj Vasiljev                                                      | 400 m horden (m)         | 4e        | serie 1: 1ste in 50,09 halve finale 2: 2de in 49,87 finale: 4de in 49,37 |
| Anatoli Dimov                                                         | 3000 m steeplechase (m)  | 8e        | serie 3: 2de in 8.33,18 halve finale 1: 5de in 8.24,81 finale: 8ste in 8.19,75 |
| Sergej Olizarenko                                                     | 3000 m steeplechase (m)  | DNF       | serie 2: 3de in 8.34,20 halve finale 2: niet gefinisht |
| Aleksandr Vorobej                                                     | 3000 m steeplechase (m)  | 19e       | serie 1: 7de in 8.42,59 halve finale 2: 9de in 8.44,24 |
| Aleksandr Aksinin Vladimir Moeravjov Andrej Prokofjev Nikolaj Sidorov | 4×100 m (m)              | Goud      | serie 1: 1ste in 38,68 finale: 1ste in 38,26 |
| Michail Linge Viktor Markin Nikolaj Tsjernetski Remigius Valiulis     | 4×400 m (m)              | Goud      | serie 1: 1ste in 3.01,8 finale: 1ste in 3.01,08 |
| Satymkoel Dzjoemanazarov                                              | marathon (m)             | Brons     | 2:11.35 |
| Vladimir Kotov                                                        | marathon (m)             | 4e        | 2:12.05 |
| Leonid Mosejev                                                        | marathon (m)             | 5e        | 2:12.14 |
| Pjotr Potsjintsjoek                                                   | 20km snelwandelen (m)    | Zilver    | 1:24.45,4 |
| Anatoli Solomin                                                       | 20km snelwandelen (m)    | DSQ       | gediskwalificeerd |
| Jevgeni Jevsjoekov                                                    | 20km snelwandelen (m)    | 4e        | 1:26.28,3 |
| Vjatsjeslav Foersov                                                   | 50km snelwandelen (m)    | 5e        | 3:58.32 |
| Jevgeni Ivtsjenko                                                     | 50km snelwandelen (m)    | Brons     | 3:56.32 |
| Boris Jakovlev                                                        | 50km snelwandelen (m)    | DSQ       | gediskwalificeerd |
| Viktor Belski                                                         | verspringen (m)          | 6e        | kwalificatie groep A: 5de met 8,01 m finale: 6de met 8,10 m |
| Valeri Podloezjny                                                     | verspringen (m)          | Brons     | kwalificatie groep A: 4de met 8,02 m finale: 3de met 8,18 m |
| Jevgeni Anikin                                                        | hink-stap-springen (m)   | 6e        | kwalificatie groep B: 2de met 16,77 m finale: 9de met 16,12 m |
| Viktor Sanejev                                                        | hink-stap-springen (m)   | Zilver    | kwalificatie groep A: 3de met 16,57 m finale: 2de met 17,24 m |
| Jaak Uudmäe                                                           | hink-stap-springen (m)   | Goud      | kwalificatie groep A: 2de met 16,69 m finale: 1ste met 17,35 m |
| Gennadi Belkov                                                        | hoogspringen (m)         | 10e       | kwalificatie groep A: 5de met 2,21 m finale: 10de met 2,21 m |
| Aleksej Demjanjoek                                                    | hoogspringen (m)         | 11e       | kwalificatie groep A: 5de met 2,21 m finale: 11de met 2,21 m |
| Aleksandr Grigoryev                                                   | hoogspringen (m)         | 8e        | kwalificatie groep A: 10de met 2,21 m finale: 8ste met 2,21 m |
| Sergey Kulibaba                                                       | polsstokhoogspringen (m) | 8e        | kwalificatie groep A: 6de met 5,35 m finale: 8ste met 5,45 m |
| Yury Prokhorenko                                                      | polsstokhoogspringen (m) | DNF       | kwalificatie groep A: geen geldige poging |
| Konstantin Volkov                                                     | polsstokhoogspringen (m) | Zilver    | kwalificatie groep A: 5de met 5,35 m finale: 2de met 5,65 m |
| Aleksandr Baryshnikov                                                 | kogelstoten (m)          | Zilver    | kwalificatie: 2de met 20,58 m finale: 2de met 21,08 m |
| Vladimir Kiselyov                                                     | kogelstoten (m)          | Goud      | kwalificatie: 1ste met 20,72 m finale: 1ste met 21,35 m (OR) |
| Anatoly Yarosh                                                        | kogelstoten (m)          | 9e        | kwalificatie: 5de met 20,19 m finale: 9de met 19,93 m |
| Igor Duginets                                                         | discuswerpen (m)         | 6e        | kwalificatie: 4de met 63,10 m finale: 6de met 64,04 m |
| Yury Dumchev                                                          | discuswerpen (m)         | 5e        | kwalificatie: 5de met 62,82 m finale: 5de met 65,58 m |
| Viktor Rashchupkin                                                    | discuswerpen (m)         | Goud      | kwalificatie: 2de met 64,78 m finale: 1ste met 66,64 m |
| Dainis Kūla                                                           | speerwerpen (m)          | Goud      | kwalificatie: 3de met 85,76 m finale: 1ste met 91,20 m |
| Aleksandr Makarov                                                     | speerwerpen (m)          | Zilver    | kwalificatie: 6de met 83,32 m finale: 2de met 89,64 m |
| Heino Puuste                                                          | speerwerpen (m)          | 4e        | kwalificatie: 7de met 82,96 m finale: 4de met 86,10 m |
| Sergey Litvinov                                                       | kogelslingeren (m)       | Zilver    | kwalificatie: 3de met 75,24 m finale: 2de met 80,64 m |
| Yury Sedykh                                                           | kogelslingeren (m)       | Goud      | kwalificatie: 1ste met 78,22 m (OR) finale: 1ste met 81,80 m (WR) |
| Jüri Tamm                                                             | kogelslingeren (m)       | Brons     | kwalificatie: 2de met 76,24 m finale: 3de met 77,84 m |
| Valeriu Caceanov                                                      | tienkamp (m)             | DNF       | 100 m: 7de in 11,22 verspringen: 3de met 7,65 m kogelstoten: 6de met 14,70 m hoogspringen: 2de met 2,08 m 400 m: 3de in 48,67 110 m horden: 1ste in 14,40 discuswerpen: 5de met 46,02 m polsstokhoogspringen: geen geldige poging                                                                        |
| Yury Kutsenko                                                         | tienkamp (m)             | Zilver    | 100 m: 6de in 11,19 verspringen: 2de met 7,74 m kogelstoten: 7de met 14,50 m hoogspringen: 2dem met 2,08 m 400 m: 3de in 48,67 110 m horden: 9de in 15,04 discuswerpen: 15de met 39,86 m polsstokhoogspringen: 1ste met 4,90 m speerwerpen: 2de met 68,08 m 1500 m: 1ste in 4.22,6 totaal: 8331 punten   |
| Sergey Zhelanov                                                       | tienkamp (m)             | Brons     | 100 m: 16de in 11,40 verspringen: 4de met 7,60 m kogelstoten: 11de met 14,17 m hoogspringen: 1ste met 2,18 m 400 m: 8ste in 49,27 110 m horden: 6de in 14,83 discuswerpen: 10de met 42,80 m polsstokhoogspringen: 7de met 4,60 m speerwerpen: 10de met 57,30 m 1500 m: 3de in 4.27,5 totaal: 8135 punten |
|                                                                       |                          |           | |
| Vera Anisimova                                                        | 100 m (v)                | 13e       | serie 3: 2de in 11,53 kwartfinale 3: 4de in 11,33 halve finale 1: 5de in 11,51 |
| Nataliya Bochina                                                      | 100 m (v)                | 9e        | serie 5: 3de in 11,38 kwartfinale 2: 3de in 11,30 halve finale 2: 6de in 11,38 |
| Lyudmila Kondratyeva                                                  | 100 m (v)                | Goud      | serie 4: 1ste in 11,13 kwartfinale 1: 1ste in 11,06 halve finale 2: 1ste in 11,11 finale: 1ste in 11,06 |
| Nataliya Bochina                                                      | 200 m (v)                | Zilver    | serie 3: 1ste in 23,28 kwartfinale 3: 1ste in 22,26 halve finale 2: 2de in 22,75 finale: 2de in 22,19 |
| Lyudmila Kondratyeva                                                  | 200 m (v)                | DNS       | serie 2: niet gestart |
| Lyudmila Maslakova                                                    | 200 m (v)                | 14e       | serie 5: 1ste in 23,49 kwartfinale 1: 2de in 23,24 halve finale 1: 7de in 23,27 |
| Lyudmila Chernova                                                     | 400 m (v)                | 9e        | serie 5: 3de in 51,51 halve finale 1: 5de in 51,30 |
| Irina Nazarova                                                        | 400 m (v)                | 4e        | serie 3: 1ste in 51,66 halve finale 2: 2de in 50,18 finale: 4de in 50,07 |
| Nina Zyuskova                                                         | 400 m (v)                | 5e        | serie 2: 1ste in 51,42 halve finale 1: 4de in 51,12 finale: 5de in 50,17 |
| Nadezhda Olizarenko                                                   | 800 m (v)                | Goud      | serie 2: 1ste in 1.59,3 halve finale 2: 1ste in 1.57,7 finale: 1ste in 1.53,5 (WR) |
| Tatyana Providokhina                                                  | 800 m (v)                | Brons     | serie 3: 1ste in 1.58,5 halve finale 1: 3de in 1.58,3 finale: 3de in 1.55,5 |
| Olga Syrovatskaya-Mineyeva                                            | 800 m (v)                | Zilver    | serie 1: 2de in 2.01,5 halve finale 1: 1ste in 1.57,5 finale: 2de in 1.54,9 |
| Tatyana Kazankina                                                     | 1500 m (v)               | Goud      | serie 1: 1ste in 3.59,2 (OR) finale: 1ste in 3.56,6 (OR) |
| Nadezhda Olizarenko                                                   | 1500 m (v)               | Brons     | serie 1: 2de in 3.59,5 finale: 3de in 3.59,6 |
| Lyubov Smolka                                                         | 1500 m (v)               | 6e        | serie 2: 1ste in 4.04,5 finale: 6de in 4.01,3 |
| Tatyana Anisimova                                                     | 100 m (v)                | DNF       | serie 2: 3de in 13,31 halve finale 2: niet gestart |
| Vera Komisova                                                         | 100 m (v)                | Goud      | serie 1: 1ste in 12,67 halve finale 1: 1ste in 12,78 finale: 1ste in 12,56 |
| Irina Litovchenko                                                     | 100 m (v)                | 6e        | serie 3: 1ste in 12,97 halve finale 2: 3de in 12,84 finale: 6de in 12,84 |
| Vera Anisimova Natalja Botsjina Vera Komisova Ljoedmila Maslakova     | 4×100 m (v)              | Zilver    | 42,10 |
| Tatjana Goisjtsjik Irina Nazarova Tatjana Prorotsjenko Nina Zjoeskova | 4×400 m (v)              | Goud      | serie 1: 1ste in 3.25,3 finale: 1ste in 3.20,12 |
| Lidiya Alfeyeva                                                       | verspringen (v)          | 8e        | kwalificatie groep B: 1ste met 6,78 m finale: 8ste met 6,71 m |
| Tatyana Kolpakova                                                     | verspringen (v)          | Goud      | kwalificatie groep A: 1ste met 6,70 m finale: 1ste met 7,06 m (OR) |
| Tatyana Skachko                                                       | verspringen (v)          | Brons     | kwalificatie groep B: 5de met 6,56 m finale: 3de met 7,01 m |
| Tamara Bykova                                                         | hoogspringen (v)         | 9e        | kwalificatie groep A: 6de met 1,88 m finale: 9de met 1,88 m |
| Marina Serkova                                                        | hoogspringen (v)         | 16e       | kwalificatie groep B: 6de met 1,80 m |
| Marina Sysoyeva                                                       | hoogspringen (v)         | 5e        | kwalificatie groep A: 1ste met 1,88 m finale: 5de met 1,91 m |
| Nunu Abashidze                                                        | kogelstoten (v)          | 4e        | 21,15 m |
| Nataliya Akhrimenko                                                   | kogelstoten (v)          | 7e        | 19,74 m |
| Esfir Krachevskaya                                                    | kogelstoten (v)          | Zilver    | 21,42 m |
| Tatyana Lesovaya                                                      | discuswerpen (v)         | Brons     | kwalificatie: 4de met 62,20 m finale: 3de met 67,40 m |
| Faina Melnik                                                          | discuswerpen (v)         | 16e       | kwalificatie: 16de met 53,76 m |
| Galina Murašova                                                       | discuswerpen (v)         | 7e        | kwalificatie: 7de met 60,32 m finale: 7de met 63,84 m |
| Tatyana Biryulina                                                     | speerwerpen (v)          | 6e        | kwalificatie groep A: 7de met 59,86 m finale: 6de met 65,08 m |
| Saida Gunba                                                           | speerwerpen (v)          | Zilver    | kwalificatie groep B: 2de met 63,98 m finale: 2de met 67,76 m |
| Jadvyga Putinienė                                                     | speerwerpen (v)          | 11e       | kwalificatie groep B: 4de met 62,96 m finale: 11de met 59,94 m |
| Olga Kuragina                                                         | vijfkamp (v)             | Brons     | 100 m horden: 1ste in 13,26 kogelstoten: 13de met 12,49 m hoogspringen: 2de met 1,84 m verspringen: 2de met 6,77 m 800 m: 1ste in 2.03,6 totaal: 4875 punten |
| Olga Rukavishnikova                                                   | vijfkamp (v)             | Zilver    | 100 m horden: 4de in 13,66 kogelstoten: 5de met 14,09 m hoogspringen: 1ste met 1,88 m verspringen: 1ste met 6,79 m 800 m: 2de in 2.04,8 totaal: 4937 punten |
| Nadezhda Tkachenko                                                    | vijfkamp (v)             | Goud      | 100 m horden: 2de in 13,29 kogelstoten: 1ste met 16,84 m hoogspringen: 2de met 1,84 m verspringen: 3de met 6,73 m 800 m: 3de in 2.05,2 totaal: 5083 punten |

### Basketbal

#### Mannen
| Olympiër | Discipline | Resultaat | Prestatie |
| --- | ---------- | --------- | --- |
| Sergej Belov Oleksandr Bilostinnyj Nikoloz Derioegini Stanislav Jerjomin Sergejus Jovaiša Andrej Lopatov Valeri Miloserdov Anatoli Mysjkin Oleksandr Salnikov Sergej Tarakanov Vladimir Tkatsjenko Vladimir Zjigili | mannen     | Brons     | groep A: 1ste W van India: 121-65 W van Brazilië: 101-88 W van Tsjecho-Slowakije: 99-82 halve finale: 3de W van Spanje: 119-102 V van Italië: 85-87 V van Joegoslavië: 91-101 W van Cuba: 109-90 bronzen finale: W van Spanje: 117-94 |

| Groep A |                   |             |             |             |        |        |        |        |
| #       | Land              | Wedstrijden | Wedstrijden | Wedstrijden | Punten | Punten | Punten | Punten |
| #       | Land              | G           | W           | V           | V      | T      | Saldo  | Punten |
| 1       | Sovjet-Unie       | 3           | 3           | 0           | 321    | 235    | +86    | 6      |
| 2       | Brazilië          | 3           | 2           | 1           | 297    | 235    | +62    | 5      |
| 3       | Tsjecho-Slowakije | 3           | 1           | 2           | 285    | 236    | +49    | 4      |
| 4       | India             | 3           | 0           | 3           | 194    | 391    | -197   | 3      |

| Ronde      | Datum  | Plaats      | Land   | Score             | Land |
| ---------- | ------ | ----------- | ------ | ----------------- | ---- |
| Groepsfase |        |             |        |                   |      |
| 20 juli    | Moskou | India       | 65-121 | Sovjet-Unie       |      |
| 21 juli    | Moskou | Brazilië    | 88-101 | Sovjet-Unie       |      |
| 23 juli    | Moskou | Sovjet-Unie | 99-82  | Tsjecho-Slowakije |      |

| Halve Finale |             |             |             |             |        |        |        |        |
| #            | Land        | Wedstrijden | Wedstrijden | Wedstrijden | Punten | Punten | Punten | Punten |
| #            | Land        | G           | W           | V           | V      | T      | Saldo  | Punten |
| 1            | Joegoslavië | 5           | 5           | 0           | 506    | 442    | +64    | 10     |
| 2            | Italië      | 5           | 3           | 2           | 419    | 438    | -19    | 8      |
| 3            | Sovjet-Unie | 5           | 3           | 2           | 505    | 468    | +37    | 8      |
| 4            | Spanje      | 5           | 2           | 3           | 488    | 485    | +3     | 7      |
| 5            | Brazilië    | 5           | 2           | 2           | 448    | 477    | -29    | 7      |
| 6            | Cuba        | 5           | 0           | 5           | 434    | 490    | 56     | 5      |

| Ronde          | Datum  | Plaats      | Land    | Score       | Land |
| -------------- | ------ | ----------- | ------- | ----------- | ---- |
| Halve finale   |        |             |         |             |      |
| 25 juli        | Moskou | Sovjet-Unie | 119-102 | Spanje      |      |
| 26 juli        | Moskou | Sovjet-Unie | 85-87   | Italië      |      |
| 27 juli        | Moskou | Sovjet-Unie | 91-101  | Joegoslavië |      |
| 29 juli        | Moskou | Sovjet-Unie | 109-90  | Cuba        |      |
| Bronzen finale |        |             |         |             |      |
| 30 juli        | Moskou | Sovjet-Unie | 117-95  | Spanje      |      |

#### Vrouwen
| Olympiër | Discipline | Resultaat | Prestatie |
| --- | ---------- | --------- | --- |
| Olga Barisjeva Vida Beselienė Nelli Ferjabnikova Tatjana Ivinskaja Tetjana Nadirova Tatjana Ovetsjkina Ljoedmyla Rogozjyna Angelė Rupšienė Uļjana Semjonova Ljoebov Sjarmaj Nadezjda Sjoevajeva Olga Soecharnova | vrouwen    | Goud      | groepsfase: 1ste W van Joegoslavië: 97-62 W van Bulgarije: 122-83 W van Italië: 119-53 W van Cuba: 95-56 W van Hongarije: 120-62 finale: W van Bulgarije: 104-73 |

| Groepsfase |             |             |             |             |        |        |        |        |
| #          | Land        | Wedstrijden | Wedstrijden | Wedstrijden | Punten | Punten | Punten | Punten |
| #          | Land        | G           | W           | V           | V      | T      | Saldo  | Punten |
| 1          | Sovjet-Unie | 5           | 5           | 0           | 553    | 316    | +237   | 10     |
| 2          | Bulgarije   | 5           | 4           | 1           | 440    | 405    | +35    | 9      |
| 3          | Joegoslavië | 5           | 3           | 2           | 356    | 364    | -8     | 8      |
| 4          | Hongarije   | 5           | 2           | 3           | 344    | 407    | -63    | 7      |
| 5          | Cuba        | 5           | 1           | 4           | 346    | 403    | -57    | 6      |
| 6          | Italië      | 5           | 0           | 5           | 308    | 452    | -144   | 5      |

| Ronde      | Datum  | Plaats      | Land   | Score       | Land |
| ---------- | ------ | ----------- | ------ | ----------- | ---- |
| Groepsfase |        |             |        |             |      |
| 20 juli    | Moskou | Joegoslavië | 62-97  | Sovjet-Unie |      |
| 22 juli    | Moskou | Bulgarije   | 83-122 | Sovjet-Unie |      |
| 24 juli    | Moskou | Italië      | 53-119 | Sovjet-Unie |      |
| 26 juli    | Moskou | Sovjet-Unie | 95-56  | Cuba        |      |
| 28 juli    | Moskou | Sovjet-Unie | 120-62 | Hongarije   |      |
| Finale     |        |             |        |             |      |
| 30 juli    | Moskou | Sovjet-Unie | 104-73 | Bulgarije   |      |

### Boksen
| Olympiër              | Discipline   | Resultaat | Prestatie |
| --------------------- | ------------ | --------- | --- |
| Shamil Sabirov        | -48 kg (m)   | Goud      | 1ste ronde: vrij 2de ronde: W van POR Manuel Miguel: 5-0 kwartfinale: W van GDR Geilich: 4-1 halve finale: W van PRK Li: 5-0 finale: W van CUB Ramos: 3-2 |
| Viktor Miroshnichenko | -51 kg (m)   | Zilver    | 1ste ronde: vrij 2de ronde: W van CUB Hernández: 4-1 kwartfinale: W van POL Średnicki: 5-0 halve finale: W van HUN Váradi: 4-1 finale: V van BUL Lesov: scheidsrechterlijke beslissing                                                                                                 |
| Samson Khachatryan    | -54 kg (m)   | 5e        | 1ste ronde: W van DOM Tena: 5-0 2de ronde: W van CMR Ahanda: 5-0 kwartfinale: V van ROU Cipere: 1-4 |
| Viktor Rybakov        | -57 kg (m)   | Brons     | 1ste ronde: W van FRA Londas: 5-0 2de ronde: W van GBR Hanlon: 5-0 kwartfinale: W van BUL Andreykovski: 4-1 halve finale: V van GDR Fink: 1-4 |
| Viktor Demyanenko     | -60 kg (m)   | Zilver    | 1ste ronde: W van SLE Bangura: gediskwalificeerd 2de ronde: W van PRK Jong: 5-0 kwartfinale: W van BUL Lesov: 5-0 halve finale: W van GDR Nowakowski: scheidsrechterlijke beslissing finale: V van CUB Herrera: scheidsrechterlijke beslissing                                         |
| Serik Konakbayev      | -63,5 kg (m) | Zilver    | 1ste ronde: W van ROU Cuțov: 5-0 2de ronde: W van HUN Bacskai: opgave kwartfinale: W van PUR Angel Molina: walk-over halve finale: W van CUB Aguilar: 4-1 finale: V van ITA Oliva: 1-4                                                                                                 |
| Israyel Hakobkokhyan  | -67 kg (m)   | 9e        | 1ste ronde: vrij 2de ronde: V van CUB Aldama: 2-3 |
| Aleksandr Koshkin     | -71 kg (m)   | Zilver    | 1ste ronde: vrij 2de ronde: W van IRQ Jassim Beden: knock-out kwartfinale: W van GBR Wilshire: knock-out halve finale: W van GDR Kästner: 5-0 finale: V van CUB Martínez: 1-43 |
| Viktor Savchenko      | -75 kg (m)   | Zilver    | 1ste ronde: W van YUG Skaro: scheidsrechterlijke beslissing 2de ronde: W van AUT Pfitscher: scheidsrechterlijke beslissing kwartfinale: W van GDR Trauten: scheidsrechterlijke beslissing halve finale: W van POL Rybicki: scheidsrechterlijke beslissing finale: V van CUB Gómez: 1-4 |
| David Kvachadze       | -81 kg (m)   | 5e        | 1ste ronde: W van GBR Straughn: scheidsrechterlijke beslissing kwartfinale: V van YUG Kačar: 1-4 |
| Pyotr Zayev           | +81 kg (m)   | Zilver    | 1ste ronde: W van YUG Salihu: 5-0 kwartfinale: W van ITA Damiani: 5-0 halve finale: W van GDR Fanghänel: 5-0 finale: V van CUB Stevenson: 1-4 |

### Boogschieten
| Olympiër            | Discipline      | Resultaat | Prestatie                                                                            |
| ------------------- | --------------- | --------- | ------------------------------------------------------------------------------------ |
| Boris Isachenko     | individueel (m) | Zilver    | 1ste ronde: 8ste met 1217 punten 2de ronde: 1ste met 1235 punten totaal: 2452 punten |
| Vladimir Yesheyev   | individueel (m) | 6e        | 1ste ronde: 3de met 1222 punten 2de ronde: 10de met 1210 punten totaal: 2432 punten  |
|                     |                 |           |                                                                                      |
| Nataliya Butuzova   | individueel (v) | Zilver    | 1ste ronde: 2de met 1251 punten 2de ronde: 3de met 1226 punten totaal: 2478 punten   |
| Ketevan Losaberidze | individueel (v) | Goud      | 1ste ronde: 1ste met 1257 punten 2de ronde: 1ste met 1234 punten totaal: 2491 punten |

### Gewichtheffen
| Olympiër            | Discipline  | Resultaat | Prestatie                                                                       |
| ------------------- | ----------- | --------- | ------------------------------------------------------------------------------- |
| Kanybek Osmonaliyev | -52kg (m)   | Goud      | trekken: 4de met 107,5kg stoten: 1ste met 137,5kg (OR) totaal: 245kg (OR)       |
| Yurik Sarkisyan     | -56kg (m)   | Zilver    | trekken: 6de met 112,5kg stoten: 1ste met 157,5kg (WR) totaal: 245kg            |
| Viktor Mazin        | -60kg (m)   | Goud      | trekken: 1ste met 130kg (OR) stoten: 2de met 160kg totaal: 290kg (OR)           |
| Aleksandr Pervi     | -75kg (m)   | Zilver    | trekken: 3de met 157,5kg stoten: 1ste met 200kg (WR) totaal: 357,5kg            |
| Yurik Vardanyan     | -82,5kg (m) | Goud      | trekken: 1ste met 177,5kg (WR) stoten: 1ste met 222,5kg (WR) totaal: 400kg (WR) |
| Yurik Vardanyan     | -90kg (m)   | DNF       | trekken: geen geldige poging                                                    |
| Igor Nikitin        | -100kg (m)  | Zilver    | trekken: 2de met 177,5kg stoten: 3de met 215kg totaal: 392,5kg                  |
| Leonid Taranenko    | -110kg (m)  | Goud      | trekken: 2de met 182,5kg stoten: 1ste met 240kg (WR) totaal: 422,5kg (WR)       |
| Vasily Alekseyev    | -100kg (m)  | DNF       | trekken: geen geldige poging                                                    |
| Sultan Rakhmanov    | -100kg (m)  | Goud      | trekken: 1ste met 195kg (OR) stoten: 1ste met 245kg totaal: 440kg (OR)          |

### Handbal

#### Mannen
| Olympiër | Discipline | Resultaat | Prestatie |
| --- | ---------- | --------- | --- |
| Aleksandr Anpilogov Vladimir Belov Yevgeni Chernyshov Anatoli Fedyukin Mykhaylo Ishchenko Aleksandr Karshakevich Yuri Kidyaev Vladimir Kravtsov Serhiy Kushniryuk Viktor Makhorin Voldemaras Novickis Vladimir Repev Mykola Tomyn Aleksey Zhuk | mannen     | Zilver    | groep B: 1ste W van Zwitserland: 22-15 W van Koeweit: 38-11 W van Algerije: 33-10 V van Roemenië: 19-22 W van Joegoslavië: 22-17 finale: V van DDR: 22-23 |

| Groep B |             |             |             |             |             |            |            |            |        |
| #       | Land        | Wedstrijden | Wedstrijden | Wedstrijden | Wedstrijden | Doelpunten | Doelpunten | Doelpunten | Punten |
| #       | Land        | G           | W           | G           | V           | V          | T          | Saldo      | Punten |
| 1       | Sovjet-Unie | 5           | 4           | 0           | 1           | 134        | 75         | +59        | 8      |
| 2       | Roemenië    | 5           | 4           | 0           | 1           | 119        | 88         | +31        | 8      |
| 3       | Joegoslavië | 5           | 4           | 0           | 1           | 132        | 92         | +30        | 8      |
| 4       | Zwitserland | 5           | 2           | 0           | 3           | 110        | 98         | +12        | 4      |
| 5       | Algerije    | 5           | 1           | 0           | 4           | 94         | 124        | -30        | 2      |
| 6       | Koeweit     | 5           | 0           | 0           | 5           | 64         | 176        | -112       | 0      |

| Ronde      | Datum  | Plaats      | Land  | Score       | Land |
| ---------- | ------ | ----------- | ----- | ----------- | ---- |
| Groepsfase |        |             |       |             |      |
| 20 juli    | Moskou | Sovjet-Unie | 22-15 | Zwitserland |      |
| 22 juli    | Moskou | Sovjet-Unie | 38-11 | Koeweit     |      |
| 24 juli    | Moskou | Sovjet-Unie | 33-10 | Algerije    |      |
| 26 juli    | Moskou | Sovjet-Unie | 19-22 | Roemenië    |      |
| 28 juli    | Moskou | Sovjet-Unie | 22-17 | Joegoslavië |      |
| finale     |        |             |       |             |      |
| 30 juli    | Moskou | DDR         | 23-22 | Sovjet-Unie |      |

#### Vrouwen
| Olympiër | Discipline | Resultaat | Prestatie |
| --- | ---------- | --------- | --- |
| Larysa Karlova Tetyana Kocherhina Natalya Lukyanenko Valentyna Lutayeva Aldona Nenėnienė Lyubov Odynokova Iryna Palchykova Ljoedmila Poradnyk Yuliya Safina Larisa Savkina Sigita Strečen Nataliya Tymoshkina Zinaida Turchyna Olha Zubaryeva | vrouwen    | Goud      | groepsfase: 1ste W van Congo-Brazzaville: 30-11 W van Tsjecho-Slowakije: 17-7 W van Hongarije: 16-12 W van Joegoslavië: 18-9 W van DDR: 18-13 |

| Groepsfase |                   |             |             |             |             |            |            |            |        |
| #          | Land              | Wedstrijden | Wedstrijden | Wedstrijden | Wedstrijden | Doelpunten | Doelpunten | Doelpunten | Punten |
| #          | Land              | G           | W           | G           | V           | V          | T          | Saldo      | Punten |
| 1          | Sovjet-Unie       | 5           | 5           | 0           | 0           | 99         | 52         | +47        | 10     |
| 2          | Joegoslavië       | 5           | 3           | 1           | 1           | 107        | 67         | +40        | 7      |
| 3          | DDR               | 5           | 3           | 1           | 1           | 91         | 58         | +33        | 7      |
| 4          | Hongarije         | 5           | 1           | 1           | 3           | 80         | 74         | +6         | 3      |
| 5          | Tsjecho-Slowakije | 5           | 1           | 1           | 3           | 65         | 78         | -13        | 3      |
| 6          | Congo-Brazzaville | 5           | 0           | 0           | 5           | 46         | 159        | -113       | 0      |

| Ronde      | Datum  | Plaats      | Land  | Score             | Land |
| ---------- | ------ | ----------- | ----- | ----------------- | ---- |
| Groepsfase |        |             |       |                   |      |
| 21 juli    | Moskou | Sovjet-Unie | 30-11 | Congo-Brazzaville |      |
| 23 juli    | Moskou | Sovjet-Unie | 17-7  | Tsjecho-Slowakije |      |
| 25 juli    | Moskou | Sovjet-Unie | 16-12 | Hongarije         |      |
| 27 juli    | Moskou | Sovjet-Unie | 18-9  | Joegoslavië       |      |
| 29 juli    | Moskou | DDR         | 13-18 | Sovjet-Unie       |      |

### Hockey

#### Mannen
| Olympiër | Discipline | Resultaat | Prestatie |
| --- | ---------- | --------- | --- |
| Sos Airapetjan Minneula Azizov Valeri Beljakov Viktor Depoetatov Aleksandr Goessev Aleksandr Gontsjarov Sergej Klevtsov Vjatsjeslav Lampejev Aleksandr Mjasnikov Mikhail Nitsjepoerenko Leonid Pavlovski Sergej Plesjakov Vladimir Plesjakov Aleksandr Sytsjev Farit Zigangirov Oleg Zagorodnev | mannen     | Brons     | groepsfase: 3de V van Spanje: 1-2 W van Cuba: 11-2 W van Polen: 5-4 W van Tanzania: 11-2 V van India: 2-4 bronzen finale: W van Polen: 2-1 |

| Groepsfase |             |             |             |             |             |            |            |            |        |
| #          | Land        | Wedstrijden | Wedstrijden | Wedstrijden | Wedstrijden | Doelpunten | Doelpunten | Doelpunten | Punten |
| #          | Land        | G           | W           | G           | V           | V          | T          | Saldo      | Punten |
| 1          | Spanje      | 5           | 4           | 1           | 0           | 33         | 3          | +30        | 9      |
| 2          | India       | 5           | 3           | 2           | 0           | 39         | 6          | +33        | 8      |
| 3          | Sovjet-Unie | 5           | 3           | 0           | 2           | 30         | 11         | +19        | 6      |
| 4          | Polen       | 5           | 2           | 1           | 2           | 19         | 15         | +4         | 5      |
| 5          | Cuba        | 5           | 1           | 0           | 4           | 7          | 42         | -35        | 2      |
| 6          | Tanzania    | 5           | 0           | 0           | 5           | 3          | 54         | -51        | 0      |

| Ronde          | Datum  | Plaats      | Land | Score    | Land |
| -------------- | ------ | ----------- | ---- | -------- | ---- |
| Groepsfase     |        |             |      |          |      |
| 20 juli        | Moskou | Sovjet-Unie | 1-2  | Spanje   |      |
| 21 juli        | Moskou | Sovjet-Unie | 11-2 | Cuba     |      |
| 23 juli        | Moskou | Sovjet-Unie | 5-1  | Polen    |      |
| 24 juli        | Moskou | Sovjet-Unie | 11-2 | Tanzania |      |
| 26 juli        | Moskou | Sovjet-Unie | 2-4  | India    |      |
| Bronzen finale |        |             |      |          |      |
| 29 juli        | Moskou | Sovjet-Unie | 2-1  | Polen    |      |

#### Vrouwen
| Olympiër | Discipline | Resultaat | Prestatie |
| --- | ---------- | --------- | --- |
| Leila Akhmerova Natalja Boezoenova Natalja Bykova Nadezhda Filipova Ljoedmila Frolova Lidija Gloebokova Jelena Goerjeva Galina Inzjoevatova Nelli Gorbatkova Tatjana Jembakhtova Alina Kham Natella Krasnikova Nadezhda Ovetsjkina Tatjana Sjvyganova Galina Vjoezjanina Valentina Zazdravnykh | vrouwen    | Brons     | groepsfase: 3de W van Tsjecho-Slowakije: 2-0 V van Oostenrijk: 0-2 V van Zimbabwe: 0-2 W van Polen: 6-0 W van India: 3-1 |

| Groepsfase |                   |             |             |             |             |            |            |            |        |
| #          | Land              | Wedstrijden | Wedstrijden | Wedstrijden | Wedstrijden | Doelpunten | Doelpunten | Doelpunten | Punten |
| #          | Land              | G           | W           | G           | V           | V          | T          | Saldo      | Punten |
| 1          | Zimbabwe          | 5           | 3           | 2           | 0           | 13         | 4          | +9         | 8      |
| 2          | Tsjecho-Slowakije | 5           | 3           | 1           | 1           | 10         | 5          | +5         | 7      |
| 3          | Sovjet-Unie       | 5           | 3           | 0           | 2           | 11         | 5          | +6         | 6      |
| 4          | India             | 5           | 2           | 1           | 2           | 9          | 6          | +3         | 5      |
| 5          | Australië         | 5           | 2           | 0           | 3           | 6          | 11         | -5         | 4      |
| 6          | Polen             | 5           | 0           | 0           | 5           | 0          | 18         | -18        | 0      |

| Ronde      | Datum  | Plaats      | Land | Score             | Land |
| ---------- | ------ | ----------- | ---- | ----------------- | ---- |
| Groepsfase |        |             |      |                   |      |
| 25 juli    | Moskou | Sovjet-Unie | 2-0  | Tsjecho-Slowakije |      |
| 27 juli    | Moskou | Sovjet-Unie | 0-2  | Oostenrijk        |      |
| 28 juli    | Moskou | Sovjet-Unie | 0-'2 | Zimbabwe          |      |
| 30 juli    | Moskou | Sovjet-Unie | 6-0  | Polen             |      |
| 31 juli    | Moskou | Sovjet-Unie | 3-1  | India             |      |

### Judo
| Olympiër             | Discipline      | Resultaat | Prestatie |
| -------------------- | --------------- | --------- | --- |
| Aramby Emizh         | -60kg (m)       | Brons     | 1ste ronde: W van AUT Reiter: ippon 2de ronde: W van ALG Moussa: koka kwartfinale: W van MGL Dorj: koka halve finale: V van FRA Rey: koka bronzen finale: W van TCH Petřikov: waza-ari                      |
| Nikolay Solodukhin   | -65kg (m)       | Goud      | 1ste ronde: W van CUB Rodríguez: ippon 2de ronde: W van TCH Kříž: yuko kwartfinale: W van BUL Nedkov: yuko halve finale: W van GDR Reißmann: yuko finale: W van MGL Damdin: koka                            |
| Tamaz Namgalauri     | -71kg (m)       | 12e       | 1ste ronde: W van CRC Chávez: ippon 2de ronde: V van MGL Davaadalai: koka |
| Shota Khabareli      | -78kg (m)       | Goud      | 1ste ronde: vrij 2de ronde: W van GDR Heinke: koka kwartfinale: W van BUL Petrov: koka halve finale: W van ROU Frățică: yuko finale: W van CUB Ferrer: yuko                                                 |
| Aleksandrs Jackēvičs | -86kg (m)       | Brons     | 1ste ronde: W van MGL Tsend-Ayuush: Yusei-gachi 2de ronde: W van POL Kurczyna: yuko kwartfinale: W van YUG Obadov: ippon halve finale: V van SUI Röthlisberger: koka bronzen finale: W van SWE Ström: ippon |
| Tengiz Khubuluri     | -95kg (m)       | Zilver    | 1ste ronde: W van POL Nowakowski: waza-ari 2de ronde: W van ROU Radu: waza-ari kwartfinale: W van GDR Lorenz: yusei-gachi halve finale: W van CUB José Tornes: koka finale: V van BEL Van de Walle: koka    |
| Vitaly Kuznetsov     | +95kg (m)       | 10e       | 1ste ronde: vrij 2de ronde: V van YUG Kovačević: koka |
| Sergey Novikov       | open klasse (m) | 5e        | 1ste ronde: W van PRK Kim: ippon 2de ronde: W van SWE Ekberg: walk-over kwartfinale: W van AUT Berger: waza-ari halve finale: V van FRA Parisi: ippon                                                       |

### Kanovaren
| Olympiër                                                           | Discipline    | Resultaat | Prestatie                                                                            |
| ------------------------------------------------------------------ | ------------- | --------- | ------------------------------------------------------------------------------------ |
| Sergei Postrekhin                                                  | C-1 500m (m)  | Goud      | serie 1: 1ste in 1.54,13 finale: 1ste in 1.53,37                                     |
| Sergei Postrekhin                                                  | C-1 1000m (m) | Zilver    | serie 1: 3de in 4.07,28 finale: 2de in 4.13,53                                       |
| Serhei Petrenko Aleksandr Vinogradov                               | C-2 500m (m)  | 6e        | serie 1: 3de in 1.44,54 finale: 6de in 1.46,95                                       |
| Yuri Lobanov Vasyl Yurchenko                                       | C-2 1000m (m) | Brons     | serie 2: 2de in 3.41,32 finale: 3de in 3.51,28                                       |
| Vladimir Parfenovich                                               | K-1 500m (m)  | Goud      | serie 2: 1ste in 1.44,80 halve finale 2: 1ste in 1.43,24 finale: 1ste in 1.43,43     |
| Rasmutis Višinskis                                                 | K-1 1000m (m) | 10e       | serie 2: 4de in 3.48,57 herkansingen: 1ste in 3.50,29 halve finale 2: 4de in 3.54,52 |
| Sergei Chukhray Vladimir Parfenovich                               | K-2 500m (m)  | Goud      | serie 2: 1ste in 1.33,75 halve finale 2: 1ste in 1.34,71 finale: 1ste in 1.32,38     |
| Sergei Chukhray Vladimir Parfenovich                               | K-2 1000m (m) | Goud      | serie 2: 1ste in 3.24,61 halve finale 2: 1ste in 3.35,81 finale: 1ste in 3.26,72     |
| Aleksandr Avdeyev Gennady Makhnev Serhei Nahorny Vladimir Tainikov | K-4 1000m (m) | 7e        | serie 1: 1ste in 3.02,70 finale: 7de in 3.19,38                                      |
|                                                                    |               |           |                                                                                      |
| Antonina Melnikova                                                 | K-1 500m (v)  | Brons     | serie 1: 3de in 1.58,74 finale: 3de in 1.59,66                                       |
| Galina Kreft Nina Gopova                                           | K-2 500m (v)  | Zilver    | serie 1: 1ste in 1.47,07 finale: 2de in 1.46,91                                      |

### Moderne vijfkamp
| Olympiër                                        | Discipline      | Resultaat | Prestatie |
| ----------------------------------------------- | --------------- | --------- | --- |
| Pavel Lednyov                                   | individueel (m) | Brons     | paardensport: 21ste met 1026 punten schermen: 2de met 30 overwinningen schietsport: 13de met 195 punten zwemmen: 31ste in 3.41,494 atletiek: 4de in 13.07,7 totaal: 5382 punten   |
| Yevgeny Lipeyev                                 | individueel (m) | 14e       | paardensport: 5de met 1100 punten schermen: 11de met 24 overwinningen schietsport: 40ste met 186 punten zwemmen: 7de in 3.25,358 atletiek: 10de in 13.25,2 totaal: 5176 punten    |
| Anatoly Starostin                               | individueel (m) | Goud      | paardensport: 13de met 1068 punten schermen: 4de met 29 overwinningen schietsport: 2de met 199 punten zwemmen: 10de in 3.27,418 atletiek: 8ste in 13.17,2 totaal: 5568 punten     |
| Pavel Lednyov Yevgeny Lipeyev Anatoly Starostin | team (m)        | Goud      | paardensport: 2de met 3194 punten schermen: 2de met 2896 punten schietsport: 7de met 2956 punten zwemmen: 4de met 3552 punten atletiek: 1ste met 3528 punten totaal: 16126 punten |

### Paardensport
| Olympiër                                                              | Discipline  | Resultaat | Prestatie |
| Dressuur                                                              | Dressuur    | Dressuur  | Dressuur |
| --------------------------------------------------------------------- | ----------- | --------- | --- |
| Yury Kovshov                                                          | individueel | Zilver    | kwalificatie: 6de met 1254 punten finale: 2de met 1300 punten                                                                                      |
| Vera Misevich                                                         | individueel | 4e        | kwalificatie: 2de met 1588 punten finale: 4de met 1231 punten                                                                                      |
| Viktor Ugryumov                                                       | individueel | Brons     | kwalificatie: 3de met 1541 punten finale: 3de met 1234 punten                                                                                      |
| Yury Kovshov Vera Misevich Viktor Ugryumov                            | team        | Goud      | 4383 punten |
| Eventing                                                              |             |           | |
| Aleksandr Blinov                                                      | individueel | Zilver    | dressuur: 18de met 64,40 strafpunten cross-country: 2de met 56,40 strafpunten springconcours: 1ste met 0 strafpunten totaal: 120,80 strafpunten    |
| Sergey Rogozhin                                                       | individueel | 11e       | dressuur: 11de met 57,00 strafpunten cross-country: 13de met 266,80 strafpunten springconcours: 13de met 15 strafpunten totaal: 338,80 strafpunten |
| Yury Salnikov                                                         | individueel | Brons     | dressuur: 4de met 53,00 strafpunten cross-country: 3de met 93,60 strafpunten springconcours: 5de met 5 strafpunten totaal: 151,60 strafpunten      |
| Valery Volkov                                                         | individueel | 4e        | dressuur: 6de met 54,00 strafpunten cross-country: 5de met 125,60 strafpunten springconcours: 5de met 5 strafpunten totaal: 184,60 strafpunten     |
| Aleksandr Blinov Sergey Rogozhin Yury Salnikov Valery Volkov          | team        | Goud      | dressuur: 2de met 164,00 strafpunten cross-country: 1ste met 275,60 strafpunten springconcours: 1ste met 10 strafpunten totaal: 457,00 strafpunten |
| Springconcours                                                        |             |           | |
| Vyacheslav Chukanov                                                   | individueel | 9e        | 1ste ronde: 7de met 12,00 strafpunten 2de ronde: 11de met 12,75 strafpunten totaal: 24,75 strafpunten                                              |
| Nikolay Korolkov                                                      | individueel | Zilver    | 1ste ronde: 1ste met 4,00 strafpunten 2de ronde: 4de met 5,50 strafpunten totaal: 9,50 strafpunten                                                 |
| Viktor Poganovsky                                                     | individueel | 5e        | 1ste ronde: 1ste met 4,00 strafpunten 2de ronde: 7de met 11,50 strafpunten totaal: 15,50 strafpunten                                               |
| Viktor Asmayev Vyacheslav Chukanov Nikolay Korolkov Viktor Poganovsky | team        | Goud      | 1ste ronde: 1ste met 16,00 strafpunten 2de ronde: 1ste met 4,25 strafpunten totaal: 20,25 strafpunten                                              |

### Roeien
| Olympiër | Discipline      | Resultaat | Prestatie                                                                                                   |
| --- | --------------- | --------- | --- |
| Vasil Yakusha | skiff (m)       | Zilver    | serie 3: 1ste in 7.47,15 halve finale 1: 2de in 7.15,14 finale: 2de in 7.11,66                              |
| Yevgeniy Duleyev Aleksandr Fomchenko | dubbel-twee (m) | 5e        | serie 1: 3de in 7.07,12 halve finale 2: 1ste in 6.37,77 finale: 5de in 6.35,34                              |
| Nikolay Pimenov Yuriy Pimenov | twee-zonder (m) | Zilver    | serie 2: 1ste in 7.25,09 halve finale 2: 1ste in 6.52,11 finale: 2de in 6.50,50                             |
| Gennadi Kryuçkin Aleksandr Lukyanov Viktor Pereverzev | twee-met (m)    | Zilver    | serie 2: 2de in 7.38,49 herkansingen: 1ste in 7.15,38 finale: 2de in 7.03,35                                |
| Evgeni Barbakov Mykola Dovhan Valeri Kleshnyov Yuriy Shapochka                                                                                           | dubbel-vier (m) | Zilver    | serie 2: 4de in 6.14,67 herkansingen: 1ste in 5.57,82 finale: 2de in 5.51,47                                |
| Valeriy Dolinin Vitali Eliseev Aleksey Kamkin Aleksandr Kulagin                                                                                          | vier-zonder (m) | Zilver    | serie 1: 1ste in 6.31,71 finale: 2de in 6.11,81                                                             |
| Juris Bērziņš Artūrs Garonskis Dimants Krišjānis Dzintars Krišjānis Žoržs Tikmers                                                                        | vier-met (m)    | Zilver    | serie 1: 3de in 6.50,29 herkansingen: 1ste in 6.28,14 finale: 2de in 6.19,05                                |
| Hryhoriy Dmytrenko Viktor Kokoshyn Andrey Luhin Oleksandr Mantsevych Ihar Maystrenka Jonas Narmontas Jonas Pinskus Andriy Tishchenko Oleksandr Tkachenko | acht (m)        | Brons     | serie 1: 1ste in 5.50,76 finale: 3de in 5.52,66                                                             |
| |                 |           | |
| Antonina Makhina | skiff (v)       | Zilver    | serie 1: 3de in 4.13,39 herkansingen: 1ste in 3.54,10 halve finale 2: 2de in 3.43,68 finale: 2de in 3.41,65 |
| Yelena Khloptsev Larisa Popova | dubbel-twee (v) | Goud      | serie 1: 1ste in 3.25,51 finale: 1ste in 3.16,27                                                            |
| Galina Stepanova Larisa Zavarzina | twee-zonder (v) | 5e        | serie 1: 1ste in 3.55,08 finale: 5de in 4.12,53                                                             |
| Nina Cheremisina Nataliya Kazak Nadezhda Lyubimova Yelena Matiyevskaya Antonina Pustovit Olga Vasilchenko                                                | dubbel-vier (v) | Zilver    | serie 2: 2de in 3.16,76 herkansingen: 2de in 3.19,88 finale: 2de in 3.15,73                                 |
| Nina Cheremisina Mariya Fadeyeva Nataliya Kazak Svetlana Semyonova Galina Sovetnikova Marina Studneva                                                    | vier-met (v)    | Brons     | serie 2: 2de in 3.28,72 herkansingen: 1ste in 3.21,51 finale: 3de in 3.20,92                                |
| Nina Frolova Maria Paziun Olga Pivovarova Nina Preobrazhenskaya Nadezhda Prishchepa Tatyana Stetsenko Elena Tereshina Nina Umanets Valentina Zhulina     | acht (v)        | Zilver    | serie 1: 1ste in 3.11,72 finale: 2de in 3.04,29                                                             |

### Schermen
| Olympiër                                                                                  | Discipline      | Resultaat | Prestatie |
| ----------------------------------------------------------------------------------------- | --------------- | --------- | --- |
| Aleksandr Abushakhmetov                                                                   | degen (m)       | 9e        | 1ste ronde groep 2: 2de W van BEL Soumagne: 5-1 W van FIN Salminen: 5-2 W van FRA Boisse: 5-4 V van SWE Edling: 3-5 2de ronde groep 4: 2de W van TCH Jurka: 5-4 W van HUN Osztrics: 5-2 W van FRA Picot: 5-4 W van BEL Ganeff: 5-3 V van GBR Paul: 4-5 3de ronde: W van POL Lis 4de ronde: V van SWE Edling herkansingen 2: V van TCH Jurka |
| Boris Lukomsky                                                                            | degen (m)       | 7e        | 1ste ronde groep 8: 3de V van SWE Jacobson: 3-5 V van AUS Benko: 4-5 W van ITA Falcone: 5-1 W van KUW Hasan: 5-2 W van LIB Hamze: 5-0 2de ronde groep 2: 2de V van SWE Edling: 2-5 W van ROU Popa: 5-4 W van FRA Boisse: 5-5 W van POL Jabłkowski: 5-3 W van CUB Favier: 5-3 3de ronde: V van ROU Popa herkansingen: W van HUN Pető herkansingen 2: W van HUN Osztrics herkansingen 2: V van URS Mozhayev |
| Aleksandr Mozhayev                                                                        | degen (m)       | 5e        | 1ste ronde groep 4: 3de G van TCH Jurka: 5-5 W van CUB Favier: 5-4 W van GBR Mallett: 5-4 V van ITA Mazzoni: 3-5 2de ronde groep 1: 4de V van SWE Jacobson: 3-5 V van HUN Kolczonay: 3-5 V van ITA Bellone: 4-5 W van ROU Pongratz: 5-3 W van GBR Llewellyn: 5-3 3de ronde: V van FRA Riboud herkansingen: W van GBR Paul herkansingen: W van SWE Jacobson herkansingen 2: W van URS Lukomsky finale ronde: 5de W van SWE Harmenberg: 5-2 V van HUN Kolczonay: 3-5 V van FRA Riboud: 3-5 V van SWE Edling: 3-5 V van ROU Popa: 4-5     |
| Aleksandr Abushakhmetov Ashot Karagyan Boris Lukomsky Aleksandr Mozhayev Vladimir Smirnov | degen team (m)  | Brons     | 1ste ronde groep 2: 1ste W van Polen: 7-5 W van Cuba: 15-1 kwartfinale: W van Groot-Brittannië: 9-2 halve finale: V van Frankrijk: 3-9 bronzen finale: W van Roemenië: 9-5 |
| Aleksandr Romankov                                                                        | floret (m)      | Brons     | 1ste ronde groep 2: 3de V van GBR Bruniges: 3-5 W van AUS Benko: 5-3 W van ESP Esperanza: 5-3 W van LIB Edling: 5-1 2de ronde groep 2: 1ste V van POL Koziejowski: 3-5 W van FRA Pietruszka: 5-2 W van GBR Harper: 5-2 W van BEL Ganeff: 5-4 W van HUN Demény: 5-2 3de ronde: W van TCH Jurka 4de ronde: W van POL Koziejowski finale: 3de V van URS Smyrnov: 2-5 W van FRA Jolyot: 5-4 W van POL Koziejowski: 5-2 W van URS Ruziyev: 5-3 W van ROU Kuki: 5-1                                                                          |
| Sabirzhan Ruziyev]                                                                        | floret (m)      | 4e        | 1ste ronde groep 7: 2de V van FRA Pietruszka: 4-5 W van HUN Papp: 5-0 V van TCH Jurka: 4-5 2de ronde groep 4: 2de V van POL Robak: 3-5 V van FRA Jolyot: 4-5 W van GDR Haertter: 5-0 W van ITA Cervi: 5-2 W van ESP Roca: 5-1 3de ronde: W van POL Robak 4de ronde: W van AUS Benko finale: 4de V van URS Smyrnov: 4-5 V van FRA Jolyot: 3-5 W van POL Koziejowski: 5-2 W van URS Romankov: 3-5 W van ROU Kuki: 5-1 |
| Vladimir Smirnov                                                                          | floret (m)      | Goud      | 1ste ronde groep 1: 2de V van POL Robak: 4-5 W van HUN Szelei: 5-3 W van ALG Hamou: 5-2 W van LIB Haddad: 5-1 2de ronde groep 3: 1ste W van POL Zych: 5-3 W van HUN Szelei: 5-1 V van GDR Kotzmann: 4-5 W van CUB González: 5-4 W van FRA Flament: 5-0 3de ronde: W van POL Zych 4de ronde: W van HUN Szelei finale: 1ste W van URS Ruziyev: 5-4 V van FRA Jolyot: 4-5 W van POL Koziejowski: 5-2 W van URS Romankov: 5-2 W van ROU Kuki: 5-3                                                                                          |
| Ashot Karagyan Vladimir Lapitsky Aleksandr Romankov Sabirzhan Ruziyev Vladimir Smirnov    | floret team (m) | Zilver    | 1ste ronde groep 1: 1ste W van Roemenië: 9-2 W van Groot-Brittannië: 13-3 kwartfinale: vrij halve finale: W van Polen: 9-7 finale: V van Frankrijk: 8-8 |
| Mikhail Burtsev                                                                           | sabel (m)       | Zilver    | 1ste ronde groep 5: 4de W van ITA Aldo Mortano: 5-3 V van GDR Ulbrich: 4-5 V van ROU Marin: 3-5 W van KUW Mohamed: 5-1 2de ronde groep 1: 2de V van ITA Maffei: 4-5 W van ROU Mustață: 5-2 W van HUN Nébald: 5-1 W van BUL Etropolski: 5-2 W van CUB Ortiz: 5-3 3de ronde: W van ROU Marin 4de ronde: V van HUN Gedővári herkansingen 2: W van CUB Laverdeza herkansingen 3: W van ITA Meglio finale: 2de W van URS Krovopuskov: 5-4 W van BUL Etropolski: 5-3 W van BUL Etropolski: 5-3 W van ITA Maffei: 5-3 V van HUN Gedővári: 3-5 |
| Viktor Krovopuskov                                                                        | sabel (m)       | Goud      | 1ste ronde groep 4: 3de V van BUL Etropolski: 3-5 V van ROU Pop: 2-5 W van POL Kostrzewa: 5-0 W van KUW Al-Ahmed: 5-2 2de ronde groep 3: 1ste W van ROU Marin: 5-1 W van HUN Gedővári: 5-4 W van POL Kostrzewa: 5-2 W van ITA Montano: 5-4 W van GBR Slade: 5-4 3de ronde: W van ROU Pop 4de ronde: W van HUN Gerevich finale: 1ste V van URS Burtsev: 4-5 W van BUL Etropolski: 5-3 W van BUL Etropolski: 5-3 W van ITA Maffei: 5-2 W van HUN Gedővári: 5-4                                                                           |
| Vladimir Nazlymov                                                                         | sabel (m)       | 8e        | 1ste ronde groep 2: 1ste W van FRA Lamour: 5-3 W van GBR Slade: 5-3 W van GDR Müller: 5-1 V van CUB Ortiz: 4-5 2de ronde groep 4: 1ste W van CUB Laverdeza: 5-3 W van ITA Meglio: 5-4 W van BUL Chomakov: 5-4 W van GDR Höltje: 5-4 W van FRA Lamour: 5-4 3de ronde: W van CUB Laverdeza 4de ronde: V van BUL Etropolski herkansingen 2: W van ROM Marin herkansingen 3: V van ITA Maffei |
| Nikolay Alyokhin Mikhail Burtsev Viktor Krovopuskov Vladimir Nazlymov Viktor Sidyak       | sabel team (m)  | Zilver    | 1ste ronde groep 1: 1ste V van Roemenië: 7-9 W van Cuba: 10-5 kwartfinale: vrij halve finale: W van Hongarije: 8-6 finale: W van Italië: 9-2 |
|                                                                                           |                 |           | |
| Yelena Belova                                                                             | floret (v)      | 9e        | 1ste ronde groep 2: 1ste W van ROU Ardeleanu: 5-3 W van POL Wysoczańska: 5-2 W van CUB Alfonso: 5-2 W van BEL Borghs: 5-3 2de ronde groep 3: 2de V van POL Wysoczańska: 0-5 W van FRA Latrille-Gaudin: 5-1 W van GDR Janke: 5-3 W van CUB Rodríguez: 5-2 W van AUS Ferguson: 5-4 3de ronde: V van HUN Schwarczenberger-Tordasi herkansingen: W van CUB Alfonso herkansingen 2: V van TCH Lokšová-Ráczová |
| Nailya Gilyazova                                                                          | floret (v)      | 9e        | 1ste ronde groep 3: 3de V van FRA Latrille-Gaudin: 4-5 V van POL Skąpska: 3-5 W van CUB Font: 5-2 W van ITA Batazzi: 5-1 2de ronde groep 2: 2de W van ROU Moldovan: 5-4 V van GDR Niklaus: 4-5 W van FRA Brouquier: 5-4 W van CUB Font: 5-1 W van POL Skapska: 5-2 3de ronde: V van ROU Stahl herkansingen: W van GDR Janke herkansingen 2: V van FRA Trinquet |
| Valentina Sidorova                                                                        | floret (v)      | 13e       | 1ste ronde groep 1: 3de W van CUB Rodríguez: 5-4 W van SWE Palm: 5-1 V van ROU Moldovan: 4-5 V van GBR Brannon: 0-5 2de ronde groep 1: 2de V van CUB Alfonso: 1-5 W van ROU Ardeleanu: 5-1 W van HUN Maros: 5-0 V van TCH Lokšová-Ráczová: 4-5 W van ITA Rita Sparaciari: 5-2 3de ronde: V van POL Wysoczańska herkansingen: V van GDR Niklaus |
| Yelena Belova Nailya Gilyazova Valentina Sidorova Larisa Tsagarayeva Irina Ushakova       | floret team (v) | Zilver    | 1ste ronde groep 2: 1ste W van Italië: 9-4 W van Roemenië: 11-5 kwartfinale: vrij halve finale: W van Polen: 9-3 finale: V van Frankrijk: 6-9 |

### Schietsport
| Olympiër             | Discipline             | Resultaat | Prestatie                             |
| -------------------- | ---------------------- | --------- | ------------------------------------- |
| Aleksandr Mitrofanov | 50m geweer 3 houdingen | 5e        | 1164 punten: (397-389-378)            |
| Viktor Vlasov        | 50m geweer 3 houdingen | Goud      | 1173 punten: (398-397-378) (WR)       |
| Aleksandr Bulkin     | 50m geweer liggend     | 11e       | 596 punten: (100-98-100-100-99-99)    |
| Aleksandr Mastyanin  | 50m geweer liggend     | 6e        | 597 punten: (100-99-100-98-100-100)   |
| Aleksandr Melentyev  | 50m pistooll           | Goud      | 581 punten: (95-96-98-98-98-96) (WR)  |
| Sergei Pyzhianov     | 50m pistooll           | 6e        | 564 punten: (91-96-92-96-94-95)       |
| Afanasijs Kuzmins    | 25m snelvuurpistooll   | 6e        | 595 punten: (297-298)                 |
| Vladas Turla         | 25m snelvuurpistooll   | 4e        | 595 punten: (296-299)                 |
| Tamaz Imnaishvili    | skeet                  | 9e        | 195 punten: (25-24-25-25-24-25-24-23) |
| Aleksandr Sokolov    | skeet                  | 11e       | 194 punten: (25-24-25-24-24-25-23-24) |
| Aleksandr Asanov     | trap                   | 6e        | 195 punten:                           |
| Rustam Yambulatov    | trap                   | Zilver    | 196 punten                            |
| Aleksandr Gazov      | skeet                  | Goud      | 587 punten: (298-291) (WR)            |
| Igor Sokolov         | skeet                  | Brons     | 589 punten: (298-289)                 |

### Schoonspringen
| Olympiër             | Discipline    | Resultaat | Prestatie                                                         |
| -------------------- | ------------- | --------- | ----------------------------------------------------------------- |
| Aleksandr Kosenkov   | 3m plank (m)  | 5e        | voorronde: 4de met 558,90 punten finale: 5de met 855,120 punten   |
| Aleksandr Portnov    | 3m plank (m)  | Goud      | voorronde: 2de met 580,11 punten finale: 1ste met 905,025 punten  |
| Vyacheslav Troshin   | 3m plank (m)  | 7e        | voorronde: 7de met 552,42 punten finale: 7de met 820,050 punten   |
| Vladimir Aleynik     | 10m toren (m) | Zilver    | voorronde: 2de met 539,07 punten finale: 2de met 819,705 punten   |
| David Hambartsumyan  | 10m toren (m) | Brons     | voorronde: 4de met 518,82 punten finale: 3de met 817,440 punten   |
| Sergey Nemtsanov     | 10m toren (m) | 7e        | voorronde: 8ste met 487,20 punten finale: 7de met 775,860 punten  |
|                      |               |           |                                                                   |
| Irina Kalinina       | 3m plank (v)  | Goud      | voorronde: 1ste met 478,86 punten finale: 1ste met 725,910 punten |
| Irina Sidorova       | 3m plank (v)  | 7e        | voorronde: 5de met 432,57 punten finale: 7de met 650,265 punten   |
| Zhanna Tsiryulnikova | 3m plank (v)  | 4e        | voorronde: 2de met 454,35 punten finale: 4de met 673,775 punten   |
| Sirvard Emirzyan     | 10m toren (v) | Zilver    | voorronde: 1ste met 381,99 punten finale: 2de met 576,465 punten  |
| Yelena Matyushenko   | 10m toren (v) | 5e        | voorronde: 6de met 351,00 punten finale: 5de met 540,180 punten   |
| Liana Tsotadze       | 10m toren (v) | Brons     | voorronde: 2de met 360,87 punten finale: 3de met 575,925 punten   |

### Turnen
| Olympiër                                                                                                | Discipline               | Resultaat     | Prestatie |
| --- | ------------------------ | ------------- | --- |
| Nikolay Andrianov                                                                                       | brug (m)                 | kwalificatie* | kwalificatie: 3de met 19,70 punten |
| Eduard Azaryan                                                                                          | brug (m)                 | kwalificatie* | kwalificatie: 9de met 19,40 punten |
| Aleksandr Dityatin                                                                                      | brug (m)                 | Zilver        | kwalificatie: 3de met 19,70 punten finale: 2de met 19,750 punten |
| Vladimir Markelov                                                                                       | brug (m)                 | 32e           | kwalificatie: 32ste met 18,90 punten |
| Bohdan Makuts                                                                                           | brug (m)                 | kwalificatie* | kwalificatie: 7de met 19,50 punten |
| Aleksandr Tkachov                                                                                       | brug (m)                 | Goud          | kwalificatie: 1ste met 19,75 punten finale: 1ste met 19,775 punten |
| Nikolay Andrianov                                                                                       | paard voltige (m)        | kwalificatie* | kwalificatie: 7de met 19,60 punten |
| Eduard Azaryan                                                                                          | paard voltige (m)        | kwalificatie* | kwalificatie: 5de met 19,70 punten |
| Aleksandr Dityatin                                                                                      | paard voltige (m)        | Zilver        | kwalificatie: 2de met 19,80 punten finale: 2de met 19,800 punten |
| Vladimir Markelov                                                                                       | paard voltige (m)        | kwalificatie* | kwalificatie: 7de met 19,60 punten |
| Bohdan Makuts                                                                                           | paard voltige (m)        | 11e           | kwalificatie: 11de met 19,45 punten |
| Aleksandr Tkachov                                                                                       | paard voltige (m)        | 5e            | kwalificatie: 3de met 19,75 punten finale: 5de met 19,475 punten |
| Nikolay Andrianov                                                                                       | rekstok (m)              | Brons         | kwalificatie: 3de met 19,65 punten finale: 3de met 19,675 punten |
| Eduard Azaryan                                                                                          | rekstok (m)              | kwalificatie* | kwalificatie: 5de met 19,55 punten |
| Aleksandr Dityatin                                                                                      | rekstok (m)              | Zilver        | kwalificatie: 2de met 19,70 punten finale: 2de met 19,750 punten |
| Vladimir Markelov                                                                                       | rekstok (m)              | kwalificatie* | kwalificatie: 4de met 19,60 punten |
| Bohdan Makuts                                                                                           | rekstok (m)              | kwalificatie* | kwalificatie: 6de met 19,35 punten |
| Aleksandr Tkachov                                                                                       | rekstok (m)              | 14e           | kwalificatie: 14de met 19,05 punten |
| Nikolay Andrianov                                                                                       | ringen (m)               | kwalificatie* | kwalificatie: 3de met 19,65 punten |
| Eduard Azaryan                                                                                          | ringen (m)               | kwalificatie* | kwalificatie: 5de met 19,60 punten |
| Aleksandr Dityatin                                                                                      | ringen (m)               | Goud          | kwalificatie: 1ste met 19,85 punten finale: 1ste met 19,875 punten |
| Vladimir Markelov                                                                                       | ringen (m)               | 9e            | kwalificatie: 9de met 19,50 punten |
| Bohdan Makuts                                                                                           | ringen (m)               | 13e           | kwalificatie: 13de met 19,35 punten |
| Aleksandr Tkachov                                                                                       | ringen (m)               | Zilver        | kwalificatie: 3de met 19,65 punten finale: 2de met 19,725 punten |
| Nikolay Andrianov                                                                                       | sprong (m)               | Goud          | kwalificatie: 1ste met 19,80 punten finale: 1ste met 19,825 punten |
| Eduard Azaryan                                                                                          | sprong (m)               | 9e            | kwalificatie: 9de met 19,60 punten |
| Aleksandr Dityatin                                                                                      | sprong (m)               | Zilver        | kwalificatie: 2de met 19,75 punten finale: 2de met 19,800 punten |
| Vladimir Markelov                                                                                       | sprong (m)               | 21e           | kwalificatie: 21ste met 19,40 punten |
| Bohdan Makuts                                                                                           | sprong (m)               | kwalificatie* | kwalificatie: 2de met 19,75 punten |
| Aleksandr Tkachov                                                                                       | sprong (m)               | kwalificatie* | kwalificatie: 6de met 19,70 punten |
| Nikolay Andrianov                                                                                       | vloer (m)                | Zilver        | kwalificatie: 1ste met 19,75 punten finale: 2de met 19,725 punten |
| Eduard Azaryan                                                                                          | vloer (m)                | kwalificatie* | kwalificatie: 5de met 19,55 punten |
| Aleksandr Dityatin                                                                                      | vloer (m)                | Brons         | kwalificatie: 4de met 19,60 punten finale: 3de met 19,700 punten |
| Vladimir Markelov                                                                                       | vloer (m)                | 10e           | kwalificatie: 10de met 19,40 punten |
| Bohdan Makuts                                                                                           | vloer (m)                | kwalificatie* | kwalificatie: 5de met 19,55 punten |
| Aleksandr Tkachov                                                                                       | vloer (m)                | kwalificatie* | kwalificatie: 8ste met 19,50 punten |
| Nikolay Andrianov                                                                                       | individuele meerkamp (m) | Zilver        | kwalificatie: 2de brug: 3de met 19,70 punten paard voltige: 7de met 19,60 punten rekstok: 3de met 19,65 punten ringen: 3de met 19,65 punten sprong: 1ste met 19,80 punten vloer: 1ste met 19,75 punten totaal: 118,15 punten finale: 2de brug: 4de met 9,90 punten paard voltige: 3de met 9,90 punten rekstok: 4de met 9,90 punten ringen: 4de met 9,90 punten sprong: 2de met 9,90 punten vloer: 1ste met 9,80 punten totaal: 118,225 punten     |
| Eduard Azaryan                                                                                          | individuele meerkamp (m) | kwalificatie* | kwalificatie: 4de brug: 9de met 19,40 punten paard voltige: 5de met 19,70 punten rekstok: 5de met 19,55 punten ringen: 5de met 19,60 punten sprong: 9de met 19,60 punten vloer: 5de met 19,55 punten totaal: 117,40 punten |
| Aleksandr Dityatin                                                                                      | individuele meerkamp (m) | Goud          | kwalificatie: 1ste brug: 3de met 19,70 punten paard voltige: 2de met 19,80 punten rekstok: 2de met 19,70 punten ringen: 1ste met 19,85 punten sprong: 2de met 19,75 punten vloer: 4de met 19,60 punten totaal: 118,40 punten finale: 1ste brug: 2de met 9,95 punten paard voltige: 3de met 9,90 punten rekstok: 2de met 9,95 punten ringen: 2de met 9,95 punten sprong: 1ste met 10,00 punten vloer: 1ste met 9,80 punten totaal: 118,65 punten   |
| Vladimir Markelov                                                                                       | individuele meerkamp (m) | kwalificatie* | kwalificatie: 9de brug: 32ste met 18,90 punten paard voltige: 7de met 19,60 punten rekstok: 4de met 19,60 punten ringen: 9de met 19,50 punten sprong: 1ste met 19,80 punten vloer: 10de met 19,40 punten totaal: 116,40 punten |
| Bohdan Makuts                                                                                           | individuele meerkamp (m) | kwalificatie* | kwalificatie: 6de brug: 7de met 19,50 punten paard voltige: 11de met 19,45 punten rekstok: 6de met 19,35 punten ringen: 13de met 19,35 punten sprong: 2de met 19,75 punten vloer: 5de met 19,55 punten totaal: 116,95 punten |
| Aleksandr Tkachov                                                                                       | individuele meerkamp (m) | 4e            | kwalificatie: 4de brug: 1ste met 19,75 punten paard voltige: 3de met 19,75 punten rekstok: 14de met 19,05 punten ringen: 3de met 19,65 punten sprong: 6de met 19,70 punten vloer: 8ste met 19,50 punten totaal: 117,40 punten finale: 4se brug: 1ste met 10,00 punten paard voltige: 7de met 9,80 punten rekstok: 1ste met 10,00 punten ringen: 6de met 9,85 punten sprong: 2de met 9,90 punten vloer: 9de met 9,55 punten totaal: 117,700 punten |
| Nikolaj Andrianov Eduard Azarjan Aleksandr Dityatin Bogdan Makoets Vladimir Markelov Aleksandr Tkatsjov | meerkamp team (m)        | Goud          | brug: 1ste met 98,10 punten paard voltige: 1ste met 98,45 punten rekstok: 1ste met 98,10 punten ringen: 1ste met 98,25 punten sprong: 1ste met 98,65 punten vloer: 1ste met 98,05 punten totaal: 589,60 punten |
| |                          |               | |
| Yelena Davydova                                                                                         | balk (v)                 | Zilver        | kwalificatie: 4de met 19,70 punten finale: 2de met 19,75 punten |
| Mariya Filatova                                                                                         | balk (v)                 | 10e           | kwalificatie: 10de met 19,60 punten |
| Nelli Kim                                                                                               | balk (v)                 | kwalificatie* | kwalificatie: 4de met 19,70 punten |
| Yelena Naimushina                                                                                       | balk (v)                 | 9e            | kwalificatie: 9de met 19,65 punten |
| Nataliya Shaposhnikova                                                                                  | balk (v)                 | Brons         | kwalificatie: 3de met 19,75 punten finale: 3de met 19,725 punten |
| Stella Zakharova                                                                                        | balk (v)                 | kwalificatie* | kwalificatie: 4de met 19,70 punten |
| Yelena Davydova                                                                                         | brug (v)                 | 10e           | kwalificatie: 9de met 19,70 punten |
| Mariya Filatova                                                                                         | brug (v)                 | Brons         | kwalificatie: 3de met 19,75 punten finale: 3de met 19,775 punten |
| Nelli Kim                                                                                               | brug (v)                 | 6e            | kwalificatie: 3de met 19,75 punten finale: 6de met 19,725 punten |
| Yelena Naimushina                                                                                       | brug (v)                 | 9e            | kwalificatie: 9de met 19,70 punten |
| Nataliya Shaposhnikova                                                                                  | brug (v)                 | kwalificatie* | kwalificatie: 3de met 19,75 punten |
| Stella Zakharova                                                                                        | brug (v)                 | kwalificatie* | kwalificatie: 4de met 19,70 punten |
| Yelena Davydova                                                                                         | sprong (v)               | 4e            | kwalificatie: 4de met 19,80 punten finale: 4de met 19,575 punten |
| Mariya Filatova                                                                                         | sprong (v)               | 9e            | kwalificatie: 9de met 19,70 punten |
| Nelli Kim                                                                                               | sprong (v)               | 12e           | kwalificatie: 12de met 19,65 punten |
| Yelena Naimushina                                                                                       | sprong (v)               | 22e           | kwalificatie: 9de met 19,70 punten |
| Nataliya Shaposhnikova                                                                                  | sprong (v)               | Goud          | kwalificatie: 4de met 19,80 punten finale: 1ste met 19,725 punten |
| Stella Zakharova                                                                                        | sprong (v)               | 12e           | kwalificatie: 12de met 19,65 punten |
| Yelena Davydova                                                                                         | vloer (v)                | kwalificatie* | kwalificatie: 5de met 19,80 punten |
| Mariya Filatova                                                                                         | vloer (v)                | 8e            | kwalificatie: 8ste met 19,75 punten |
| Nelli Kim                                                                                               | vloer (v)                | Goud          | kwalificatie: 1ste met 19,85 punten finale: 1ste met 19,875 punten |
| Yelena Naimushina                                                                                       | vloer (v)                | kwalificatie* | kwalificatie: 5de met 19,80 punten |
| Nataliya Shaposhnikova                                                                                  | vloer (v)                | Brons         | kwalificatie: 1ste met 19,85 punten finale: 3de met 19,825 punten |
| Stella Zakharova                                                                                        | vloer (v)                | 10e           | kwalificatie: 10de met 19,70 punten |
| Yelena Davydova                                                                                         | individuele meerkamp (v) | Goud          | kwalificatie: 5de balk: 4de met 19,70 punten brug: 9de met 19,70 punten sprong: 4de met 19,80 punten vloer: 5de met 19,80 punten totaal: 79,00 punten finale: 1ste balk: 4de met 9,85 punten brug: 2de met 19,95 punten sprong: 1ste met 9,90 punten vloer: 1ste met 9,95 punten totaal: 79,15 punten |
| Mariya Filatova                                                                                         | individuele meerkamp (v) | kwalificatie* | kwalificatie: 7de balk: 10de met 19,60 punten brug: 3de met 19,65 punten sprong: 9de met 19,70 punten vloer: 8ste met 19,75 punten totaal: 78,80 punten |
| Nelli Kim                                                                                               | individuele meerkamp (v) | 5e            | kwalificatie: 6de balk: 4de met 19,70 punten brug: 3de met 19,65 punten sprong: 12de met 19,65 punten vloer: 1ste met 19,85 punten totaal: 78,95 punten finale: 5de balk: 1ste met 9,95 punten brug: 7de met 9,85 punten sprong: 7de met 9,70 punten vloer: 19de met 9,45 punten totaal: 78,425 punten |
| Yelena Naimushina                                                                                       | individuele meerkamp (v) | kwalificatie* | kwalificatie: 12de balk: 9de met 19,65 punten brug: 17de met 19,50 punten sprong: 22ste met 19,45 punten vloer: 5de met 19,80 punten totaal: 78,400 punten |
| Nataliya Shaposhnikova                                                                                  | individuele meerkamp (v) | 4e            | kwalificatie: 2de balk: 3de met 19,75 punten brug: 3de met 19,65 punten sprong: 4de met 19,80 punten vloer: 1ste met 19,85 punten totaal: 79,15 punten finale: 4de balk: 2de met 9,90 punten brug: 4de met 9,90 punten sprong: 1ste met 9,90 punten vloer: 11de met 9,75 punten totaal: 79,025 punten |
| Stella Zakharova                                                                                        | individuele meerkamp (v) | kwalificatie* | kwalificatie: 8ste balk: 4de met 19,70 punten brug: 9de met 19,70 punten sprong: 12de met 19,65 punten vloer: 10de met 19,70 punten totaal: 78,75 punten |
| Jelena Davydova Maria Filatova Nelli Kim Jelena Naimoesjina Natalja Sjaposjnikova Stella Zacharova      | meerkamp team (v)        | Goud          | balk: 1ste met 98,60 punten brug: 1ste met 98,65 punten sprong: 3de met 98,60 punten vloer: 1ste met 99,05 punten totaal: 394,90 punten |

- maximum 3 deelnemers in de individuele finale, 2 deelnemers per toestelfinale

### Voetbal
| Olympiër | Discipline | Resultaat | Prestatie |
| --- | ---------- | --------- | --- |
| Sergej Andrejev Sergei Baltatsja Vladimir Bessonov Vagiz Chidijatoellin Rinat Dasayev Joeri Gavrilov Valery Gazzaev Khoren Hovhannisyan Sergei Nikulin Vladimir Pilguy Aleksandr Prokopenko Oleg Romantsev Sergej Shavlo Tengiz Soelakvelidze Revaz Tsjelebadze Fjodor Tsjerenkov Aleksandr Tsjivadze | mannen     | Brons     | groep A: 1ste W van Venezuela: 4-0 W van Zambia: 3-1 W van Cuba: 8-0 kwartfinale: W van Koeweit: 2-1 halve finale: V van DDR: 0-1 bronzen finale: W van Joegoslavië: 2-0 |

| Groep A |             |             |             |             |             |            |            |            |        |
| #       | Land        | Wedstrijden | Wedstrijden | Wedstrijden | Wedstrijden | Doelpunten | Doelpunten | Doelpunten | Punten |
| #       | Land        | G           | W           | G           | V           | V          | T          | Saldo      | Punten |
| 1       | Sovjet-Unie | 3           | 3           | 0           | 0           | 15         | 1          | +14        | 6      |
| 2       | Cuba        | 3           | 2           | 0           | 1           | 3          | 9          | -6         | 4      |
| 3       | Venezuela   | 3           | 1           | 0           | 2           | 3          | 7          | -4         | 2      |
| 4       | Zambia      | 3           | 0           | 0           | 3           | 2          | 6          | -4         | 0      |

| Ronde          | Datum  | Plaats      | Land | Score       | Land |
| -------------- | ------ | ----------- | ---- | ----------- | ---- |
| Groepsfase     |        |             |      |             |      |
| 20 juli        | Moskou | Sovjet-Unie | 4-0  | Venezuela   |      |
| 24 juli        | Moskou | Sovjet-Unie | 3-1  | Zambia      |      |
| 24 juli        | Moskou | Sovjet-Unie | 8-0  | Cuba        |      |
| Kwartfinale    |        |             |      |             |      |
| 27 juli        | Moskou | Sovjet-Unie | 2-1  | Koeweit     |      |
| halve finale   |        |             |      |             |      |
| 29 juli        | Moskou | Sovjet-Unie | 0-1  | DDR         |      |
| Bronzen finale |        |             |      |             |      |
| 1 augustus     | Moskou | Sovjet-Unie | 2-0  | Joegoslavië |      |

### Volleybal

#### Mannen
| Olympiër | Discipline | Resultaat | Prestatie |
| --- | ---------- | --------- | --- |
| Vladimir Chernyshov Vladimir Dorokhov Aleksandr Ermilov Vladimir Kondra Valeriy Kryvov Fedir Lashchonov Viljar Loor Oleh Molyboha Yuriy Panchenko Aleksandr Savin Pāvels Seļivanovs Vjatsjeslav Zajtsev | zaal (m)   | Goud      | groep A: 1ste W van Tsjecho-Slowakije: 3-1 (15-13, 15-10, 13-15, 15-7) W van Italië: 3-0 (15-2, 15-7, 15-10) W van Bulgarije: 3-0 (15-6, 15-8, 15-10) W van Cuba: 3-0 (15-10, 15-13, 15-11) halve finale: W van Roemenië: 3-0 (15-6, 15-10, 15-5) finale: W van Bulgarije: 3-1 (15-7, 15-13, 14-16, 15-11) |

| Groep A |                   |             |             |             |             |             |             |        |        |        |        |
| #       | Land              | Wedstrijden | Wedstrijden | Wedstrijden | Wedstrijden | Wedstrijden | Wedstrijden | Punten | Punten | Punten | Punten |
| #       | Land              | G           | W           | V           | SW          | SV          | SR          | SPW    | SPL    | Saldo  | Punten |
| 1       | Sovjet-Unie       | 4           | 4           | 0           | 12          | 1           | +11         | 193    | 122    | +71    | 8      |
| 2       | Bulgarije         | 4           | 3           | 1           | 9           | 5           | +4          | 171    | 149    | +22    | 7      |
| 3       | Cuba              | 4           | 1           | 3           | 6           | 9           | -3          | 181    | 178    | +3     | 5      |
| 4       | Tsjecho-Slowakije | 4           | 1           | 3           | 6           | 11          | -5          | 180    | 230    | -50    | 5      |
| 5       | Italië            | 4           | 1           | 3           | 4           | 11          | -7          | 145    | 191    | -46    | 5      |

| Ronde        | Datum  | Plaats      | Land | Score             | Land |
| ------------ | ------ | ----------- | ---- | ----------------- | ---- |
| Groepsfase   |        |             |      |                   |      |
| 20 juli      | Moskou | Sovjet-Unie | 3-1  | Tsjecho-Slowakije |      |
| 24 juli      | Moskou | Sovjet-Unie | 3-0  | Italië            |      |
| 26 juli      | Moskou | Sovjet-Unie | 3-0  | Bulgarije         |      |
| 28 juli      | Moskou | Sovjet-Unie | 3-0  | Cuba              |      |
| Halve finale |        |             |      |                   |      |
| 30 juli      | Moskou | Sovjet-Unie | 3-0  | Roemenië          |      |
| Finale       |        |             |      |                   |      |
| 1 augustus   | Moskou | Sovjet-Unie | 3-1  | Bulgarije         |      |

#### Vrouwen
| Olympiër | Discipline | Resultaat | Prestatie |
| --- | ---------- | --------- | --- |
| Elena Akhaminova Elena Andreiuk Svetlana Badulina Liudmila Chernyshova Liubov Kozyreva Lidia Loginova Irina Makogonova Svetlana Nikishina Larisa Pavlova Nadezhda Radzevich Natalia Razumova Olga Solovova | zaal (v)   | Goud      | groep A: 1ste W van Peru: 3-1 (15-2, 7-15, 15-4, 15-9) W van DDR: 3-1 (15-5, 10-15, 16-14, 15-6) W van Cuba: 3-0 (15-6, 15-13, 15-10) halve finale: W van Hongarije: 3-0 (15-11, 15-13, 15-2) finale: W van DDR: 3-1 (15-12, 11-15, 15-13, 15-7) |

| Groep A |             |             |             |             |             |             |             |        |        |        |        |
| #       | Land        | Wedstrijden | Wedstrijden | Wedstrijden | Wedstrijden | Wedstrijden | Wedstrijden | Punten | Punten | Punten | Punten |
| #       | Land        | G           | W           | V           | SW          | SV          | SR          | SPW    | SPL    | Saldo  | Punten |
| 1       | Sovjet-Unie | 3           | 3           | 0           | 9           | 2           | +7          | 153    | 99     | +54    | 6      |
| 2       | DDR         | 3           | 2           | 1           | 7           | 6           | +1          | 166    | 160    | +6     | 5      |
| 3       | Cuba        | 3           | 1           | 2           | 4           | 6           | -2          | 117    | 117    | 0      | 4      |
| 4       | Peru        | 3           | 0           | 3           | 3           | 9           | -6          | 108    | 168    | -60    | 3      |

| Ronde        | Datum  | Plaats      | Land | Score     | Land |
| ------------ | ------ | ----------- | ---- | --------- | ---- |
| Groepsfase   |        |             |      |           |      |
| 21 juli      | Moskou | Sovjet-Unie | 3-1  | Peru      |      |
| 23 juli      | Moskou | Sovjet-Unie | 3-1  | DDR       |      |
| 25 juli      | Moskou | Sovjet-Unie | 3-0  | Cuba      |      |
| Halve finale |        |             |      |           |      |
| 27 juli      | Moskou | Sovjet-Unie | 3-0  | Hongarije |      |
| Finale       |        |             |      |           |      |
| 29 juli      | Moskou | Sovjet-Unie | 3-1  | DDR       |      |

### Waterpolo
| Olympiër | Discipline | Resultaat | Prestatie |
| --- | ---------- | --------- | --- |
| Vladimir Akimov Aleksei Barkalov Jevgeni Grisjin Michail Ivanov Aleksandr Kabanov Sergei Kotenko Georgi Mschvenieradze Mait Riisman Erkin Shagaev Jevgeni Sjaronov Viacheslav Sobchenko | mannen     | Goud      | groep B: W van Italië: 8-6 W van Spanje: 4-3 W van Zweden: 12-1 finale groep: 1ste W van Hongarije: 5-4 W van Spanje: 6-2 W van Cuba: 8-5 W van Nederland: 7-3 W van Joegoslavië: 8-7 |

| Groep B |             |             |             |             |             |        |        |        |        |
| #       | Land        | Wedstrijden | Wedstrijden | Wedstrijden | Wedstrijden | Punten | Punten | Punten | Punten |
| #       | Land        | G           | W           | G           | V           | V      | T      | Saldo  | Punten |
| 1       | Sovjet-Unie | 3           | 3           | 0           | 0           | 24     | 10     | +14    | 6      |
| 2       | Spanje      | 3           | 2           | 0           | 1           | 15     | 11     | +4     | 4      |
| 3       | Italië      | 3           | 0           | 1           | 2           | 14     | 17     | -3     | 1      |
| 4       | Zweden      | 3           | 0           | 1           | 2           | 8      | 23     | -15    | 1      |

| Ronde      | Datum  | Plaats      | Land | Score       | Land |
| ---------- | ------ | ----------- | ---- | ----------- | ---- |
| Groepsfase |        |             |      |             |      |
| 20 juli    | Moskou | Sovjet-Unie | 8-6  | Italië      |      |
| 21 juli    | Moskou | Sovjet-Unie | 4-3  | Spanje      |      |
| 22 juli    | Moskou | Zweden      | 1-12 | Sovjet-Unie |      |

| Finalegroep |             |             |             |             |             |        |        |        |        |
| #           | Land        | Wedstrijden | Wedstrijden | Wedstrijden | Wedstrijden | Punten | Punten | Punten | Punten |
| #           | Land        | G           | W           | G           | V           | V      | T      | Saldo  | Punten |
| 1           | Sovjet-Unie | 5           | 5           | 0           | 0           | 34     | 21     | +13    | 10     |
| 2           | Joegoslavië | 5           | 3           | 1           | 1           | 34     | 32     | +2     | 7      |
| 3           | Hongarije   | 5           | 3           | 0           | 2           | 32     | 20     | +2     | 6      |
| 4           | Spanje      | 5           | 2           | 0           | 3           | 28     | 31     | -3     | 4      |
| 5           | Cuba        | 5           | 0           | 2           | 3           | 31     | 38     | -7     | 2      |
| 6           | Nederland   | 5           | 0           | 1           | 4           | 26     | 33     | -7     | 1      |

| Ronde      | Datum  | Plaats      | Land | Score       | Land |
| ---------- | ------ | ----------- | ---- | ----------- | ---- |
| Groepsfase |        |             |      |             |      |
| 24 juli    | Moskou | Hongarije   | 4-5  | Sovjet-Unie |      |
| 25 juli    | Moskou | Sovjet-Unie | 6-2  | Spanje      |      |
| 26 juli    | Moskou | Sovjet-Unie | 8-5  | Cuba        |      |
| 28 juli    | Moskou | Nederland   | 3-7  | Sovjet-Unie |      |
| 29 juli    | Moskou | Sovjet-Unie | 8-7  | Joegoslavië |      |

### Wielersport
| Olympiër                                                        | Discipline                    | Resultaat | Prestatie |
| Baan                                                            | Baan                          | Baan      | Baan |
| --------------------------------------------------------------- | ----------------------------- | --------- | --- |
| Sergei Kopylov                                                  | sprint (m)                    | Brons     | 1ste ronde serie 4: W van FIN Ahokas: walk-over 2de ronde serie 4: W van GUY Joseph: 10,55 3de ronde serie 4: W van AUS Tucker: 10,95 kwartfinale: W van ITA Dazzan: 2-0 halve finale: V van GDR Heßlich: 0-2 bronzen finale: W van TCH Tkáč: 2-0 |
| Aleksandr Panfilov                                              | tijdrit (m)                   | Zilver    | 1.02,845 |
| Vladimir Osokin                                                 | individuele achtervolging (m) | 5e        | kwalificatie: 5de in 4.11,51 kwartfinale: V van SUI Dill-Bundi: 4.38,17 |
| Aleksandr Krasnov Viktor Manakov Valery Movchan Vitaly Petrakov | ploegenachtervolging (m)      | Goud      | kwalificatie: 1ste in 4.16,62 kwartfinale: W van Australië: 4.14,64 halve finale: W van Tsjecho-Slowakije: 4.26,52 finale: W van DDR: 4.15,70 |
| Weg                                                             |                               |           | |
| Yuri Barinov                                                    | wegwedstrijd (m)              | Brons     | 4:51.26,9 |
| Yury Kashirin                                                   | wegwedstrijd (m)              | 23e       | 4:57.38 |
| Sergei Sukhoruchenkov                                           | wegwedstrijd (m)              | Goud      | 4:48.28,9 |
| Anatoly Yarkin                                                  | wegwedstrijd (m)              | 6e        | 4:56.54 |
| Yury Kashirin Oleg Logvin Sergey Shelpakov Anatoly Yarkin       | ploegentijdrit (m)            | Goud      | 2:01.21,74 |

### Worstelen
| Olympiër              | Discipline  | Resultaat   | Prestatie |
| Vrije stijl           | Vrije stijl | Vrije stijl | Vrije stijl |
| --------------------- | ----------- | ----------- | --- |
| Sergey Kornilayev     | -48kg (m)   | Brons       | 1ste ronde: W van MEX Frías: val 2de ronde: W van SYR El-Ali El-Rifai: val 3de ronde: W van BUL Yordanov: 8-6 4de ronde: W van HUN Bíró: 17-4 5de ronde: W van IND Singh: 21-1 6de ronde: W van ITA Pollio: 5-1 7de ronde: V van PRK Jang: val                          |
| Anatoly Beloglazov    | -52kg (m)   | Goud        | 1ste ronde: W van GDR Reich: 14-3 2de ronde: W van MGL Büregdaa: 8-4 3de ronde: W van ALG Hachaichi: val 4de ronde: W van YUG Efremov: val 5de ronde: W van BUL Selimov: val 6de ronde: W van POL Stecyk: val                                                           |
| Sergey Beloglazov     | -57kg (m)   | Goud        | 1ste ronde: W van BUL Tsochev: val 2de ronde: W van ITA La Bruna: val 3de ronde: W van HUN Németh: val 4de ronde: W van POL Kończak: val 5de ronde: W van PRK Li: val 6de ronde: vrij 7de ronde: W van MGL Oyuunbold: gediskwalificeerd                                 |
| Magomedgasan Abushev  | -62kg (m)   | Goud        | 1ste ronde: W van NGR Atasiev: val 2de ronde: W van ROU Șuteu: 15-2 3de ronde: W van MGL Nasanjargal: 8-4 4de ronde: W van BUL Dukov: 4-2 5de ronde: W van CUB Cascaret: 9-1 6de ronde: W van GRE Chatziioannidis: 14-3                                                 |
| Saypulla Absaidov     | -68kg (m)   | Goud        | 1ste ronde: W van POL Chiliński: val 2de ronde: W van SYR Tuleimat: val 3de ronde: W van ROU Dușa: val 4de ronde: W van BUL Yankov: 4-1 5de ronde: vrij 6de ronde: W van YUG Sejdi: val                                                                                 |
| Pavel Pinigin         | -74kg (m)   | 4e          | 1ste ronde: W van SUI Marro: val 2de ronde: W van GBR Walker: val 3de ronde: W van POL Ścigalski: val 4de ronde: W van TCH Karabin: 11-1 5de ronde: V van MGL Davaajav: gediskwalificeerd 6de ronde: V van BUL Raychev: val                                             |
| Magomedkhan Aratsilov | -82kg (m)   | Zilver      | 1ste ronde: W van GDR Weier: val 2de ronde: W van IRQ Rahman Bressam Mohammed: val 3de ronde: W van MGL Düvchin: gediskwalificeerd 4de ronde: W van POL Mazur: val 5de ronde: V van BUL Abilov: 4-8 6de ronde: vrij 7de ronde: W van HUN Kovács: 18-0                   |
| Sanasar Oganisyan     | -90kg (m)   | Goud        | 1ste ronde: vrij 2de ronde: W van CUB Gómez: gediskwalificeerd 3de ronde: W van BUL Ginov: 12-6 4de ronde: W van GDR Yankov: 4-1 5de ronde: W van MGL Tserentogtokh: val 6de ronde: W van POL Cichoń: 9-3                                                               |
| Ilya Mate             | -100kg (m)  | Goud        | 1ste ronde: W van ESP Morales: val 2de ronde: W van CUB Morgan: gediskwalificeerd 3de ronde: W van HUN Bodó: val 4de ronde: W van BUL Chervenkov: 6-4 5de ronde: W van POL Busse: 9-2 6de ronde: vrij 7de ronde: W van TCH Strnisko: 15-3                               |
| Soslan Andiyev        | +100kg (m)  | Goud        | 1ste ronde: W van GDR Gehrke: 7-5 2de ronde: W van MGL Bakhyt: val 3de ronde: W van HUN Balla: gediskwalificeerd 4de ronde: W van SEN Sakho: val 5de ronde: W van POL Sandurski: 6-3                                                                                    |
| Grieks-Romeins        |             |             | |
| Zhaksylyk Ushkempirov | -48kg (m)   | Goud        | 1ste ronde: W van ROU Alexandru: 6-2 2de ronde: W van POL Kierpacz: 13-10 3de ronde: W van HUN Seres: 13-6 4de ronde: vrij 5de ronde: W van BUL Hristov: 12-7 |
| Vakht'ang Blagidze    | -52kg (m)   | Goud        | 1ste ronde: W van FIN Halonen: val 2de ronde: W van GRE Cholidis: val 3de ronde: W van BUL Mladenov: 7-2 4de ronde: W van TCH Jelínek: val 5de ronde: W van HUN Rácz: 19-1                                                                                              |
| Shamil Serikov        | -57kg (m)   | Goud        | 1ste ronde: W van BEL Mewis: val 2de ronde: W van ROU Boțilă: val 3de ronde: W van ITA Caltabiano: 3-2 4de ronde: W van TCH Krysta: gediskwalificeerd 5de ronde: W van SWE Ljungbeck: val 6de ronde: vrij 7de ronde: W van POL Lipień: 11-4                             |
| Boris Kramarenko      | -62kg (m)   | Brons       | 1ste ronde: W van YUG Frgić: 19-1 2de ronde: vrij 3de ronde: W van TCH Vejsada: gediskwalificeerd 4de ronde: V van HUN Tóth: gediskwalificeerd 5de ronde: V van GRE Mygiakis: 3-6                                                                                       |
| Suren Nalbandyan      | -68kg (m)   | 4e          | 1ste ronde: W van FIN Sipilä: gediskwalificeerd 2de ronde: W van ALG Moualek: gediskwalificeerd 3de ronde: W van HUN Gaál: 4-2 4de ronde: V van POL Supron: 2-4 5de ronde: V van ROU Rusu: gediskwalificeerd                                                            |
| Anatoly Bykov         | -74kg (m)   | Zilver      | 1ste ronde: W van POL Dziadura: 6-5 2de ronde: W van CUB Barban: gediskwalificeerd 3de ronde: W van TCH Mácha: 4-2 4de ronde: W van SWE Lundell: 10-4 5de ronde: W van BUL Shopov: val 6de ronde: W van FIN Huhtala: 7-4 7de ronde: V van HUN Kocsis: gediskwalificeerd |
| Gennady Korban        | -82kg (m)   | Goud        | 1ste ronde: W van HUN Toma: gediskwalificeerd 2de ronde: W van SYR El-Oulabi: val 3de ronde: W van GDR Kühn: val 4de ronde: W van POL Dołgowicz: 11-4 5de ronde: W van BUL Pavlov: 13-7                                                                                 |
| Igor Kanygin          | -90kg (m)   | Zilver      | 1ste ronde: W van BUL Nikolov: gediskwalificeerd 2de ronde: W van ROU Dicu: gediskwalificeerd 3de ronde: W van POL Kwieciński: 10-2 4de ronde: W van SWE Andersson: 7-5 5de ronde: V van HUN Növényi: 6-7                                                               |
| Nikolay Balboshin     | -100kg (m)  | 7e          | 1ste ronde: W van HUN Gáspár: val 2de ronde: V van ROU Andrei: opgave |
| Aleksandr Kolchinsky  | +100kg (m)  | Goud        | 1ste ronde: W van ROU Codreanu: gediskwalificeerd 2de ronde: W van ITA La Penna: val 3de ronde: W van CUB Díaz: val 4de ronde: W van HUN Farkas: gediskwalificeerd 5de ronde: W van LIB Bechara: val 6de ronde: W van BUL Tomov: 4-2                                    |

### Zeilen
| Olympiër                                           | Discipline      | Resultaat | Prestatie                      |
| -------------------------------------------------- | --------------- | --------- | ------------------------------ |
| Andrey Balashov                                    | finn            | Brons     | 47,4 punten: (6-14-3-1-5-16-1) |
| Vladimir Ignatenko Sergei Zhdanov                  | 470             | 10e       | 68,0 punten: (8-4-9-8-2-DSQ-8) |
| Vladimir Leontiev Valeri Zubanov                   | flying dutchman | 5e        | 51,7 punten: (6-7-1-1-8-7-9)   |
| Valentin Mankin Aleksandr Muzychenko               | star klasse     | Goud      | 24,7 punten: (2-1-1-5-1-6-7)   |
| Viktor Potapov Aleksandr Zybin                     | tornado klasse  | 4e        | 35,1 punten: (6-3-5-4-3-3-1)   |
| Aleksandr Budnikov Boris Budnikov Nikolay Polyakov | soling klasse   | Zilver    | 30,4 punten: (3-8-3-2-5-2-2)   |

### Zwemmen
| Olympiër | Discipline            | Resultaat | Prestatie                                                                |
| --- | --------------------- | --------- | ------------------------------------------------------------------------ |
| Sergey Koplyakov | 100m vrije slag (m)   | 4e        | serie 2: 1ste in 52,08 halve finale 2: 3de in 51,51 finale: 4de in 51,34 |
| Sergey Krasyuk | 100m vrije slag (m)   | 6e        | serie 1: 1ste in 52,08 halve finale 1: 2de in 51,81 finale: 6de in 51,80 |
| Sergey Smiryagin | 100m vrije slag (m)   | 11e       | serie 4: 3de in 52,21 halve finale 1: 6de in 52,18                       |
| Sergey Koplyakov | 200m vrije slag (m)   | Goud      | serie 6: 1ste in 1.51,04 finale: 1ste in 1.49,81 (OR)                    |
| Andrey Krylov | 200m vrije slag (m)   | Zilver    | serie 5: 1ste in 1.51,21 finale: 2de in 1.50,76                          |
| Ivar Stukolkin | 200m vrije slag (m)   | 12e       | serie 3: 2de in 1.53,44                                                  |
| Andrey Krylov | 400m vrije slag (m)   | Zilver    | serie 3: 1ste in 3.54,79 finale: 2de in 3.53,24                          |
| Vladimir Salnikov | 400m vrije slag (m)   | Goud      | serie 5: 1ste in 3.54,54 finale: 1ste in 3.51,31 (OR)                    |
| Ivar Stukolkin | 400m vrije slag (m)   | Brons     | serie 2: 1ste in 3.56,60 finale: 3de in 3.53,95                          |
| Aleksandr Chayev | 1500m vrije slag (m)  | Zilver    | serie 2: 1ste in 15.20,68 finale: 2de in 15.14,30                        |
| Eduard Petrov | 1500m vrije slag (m)  | 8e        | serie 1: 3de in 15.32,32 finale: 8ste in 15.28,24                        |
| Vladimir Salnikov | 1500m vrije slag (m)  | Goud      | serie 3: 1ste in 15.08,25 finale: 1ste in 14.58,27 (WR)                  |
| Vladimir Dolgov | 100m rugslag (m)      | Brons     | serie 1: 1ste in 57,87 halve finale 1: 5de in 58,04 finale: 2de in 57,63 |
| Viktor Kuznetsov | 100m rugslag (m)      | Zilver    | serie 4: 3de in 58,47 halve finale 1: 1ste in 56,75 finale: 2de in 56,99 |
| Vladimir Shemetov | 100m rugslag (m)      | 18e       | serie 4: 4de in 59,01                                                    |
| Vladimir Dolgov | 200m rugslag (m)      | 9e        | serie 1: 4de in 2.05,11                                                  |
| Viktor Kuznetsov | 200m rugslag (m)      | 11e       | serie 2: 3de in 2.05,14                                                  |
| Vladimir Shemetov | 200m rugslag (m)      | 4e        | serie 1: 1ste in 2.04,20 finale: 4de in 2.03,48                          |
| Aleksandr Fedorovsky | 100m schoolslag (m)   | 4e        | serie 3: 1ste in 1.03,86 finale: 4de in 1.04,00                          |
| Arsens Miskarovs | 100m schoolslag (m)   | Zilver    | serie 3: 2de in 1.04,06 finale: 2de in 1.03,82                           |
| Robertas Žulpa | 100m schoolslag (m)   | 13e       | serie 1: 3de in 1.06,23                                                  |
| Arsens Miskarovs | 200m schoolslag (m)   | Brons     | serie 1: 1ste in 2.19,57 finale: 3de in 2.17,28                          |
| Arsens Miskarovs | 200m schoolslag (m)   | 4e        | serie 2: 3de in 2.21,17 finale: 4de in 2.19,64                           |
| Gennady Utenkov | 200m schoolslag (m)   | Goud      | serie 3: 1ste in 2.17,83 finale: 1ste in 2.15,85                         |
| Sergey Kiselyov | 100m vlinderslag (m)  | 13e       | serie 2: 2de in 56,56 halve finale 2: 7de in 56,52                       |
| Aleksey Markovsky | 100m vlinderslag (m)  | 8e        | serie 4: 2de in 56,45 halve finale 1: 4de in 55,69 finale: 8ste in 55,70 |
| Yevgeny Seredin | 100m vlinderslag (m)  | 5e        | serie 2: 1ste in 55,83 halve finale 1: 2de in 55,62 finale: 5de in 55,35 |
| Aleksandr Buchenkov | 200m vlinderslag (m)  | 10e       | serie 3: 3de in 2.03,98                                                  |
| Sergey Fesenko | 200m vlinderslag (m)  | Goud      | serie 4: 1ste in 2.00,20 finale: 1ste in 1.59,76                         |
| Mikhail Gorelik | 200m vlinderslag (m)  | 5e        | serie 1: 1ste in 2.03,15 finale: 5de in 2.02,44                          |
| Sergey Fesenko | 400m wisselslag (m)   | Zilver    | serie 3: 2de in 4.23,43                                                  |
| Vladimir Shemetov | 400m wisselslag (m)   | 15e       | serie 3: 5de in 4.34,01                                                  |
| Aleksandr Sidorenko | 400m wisselslag (m)   | Goud      | serie 4: 1ste in 4.28,02 finale: 1ste in 4.22,89 (OR)                    |
| Sergey Krasyuk Yuri Presekin Sergey Rusin Ivar Stukolkin                                                                                   | 4x200m vrije slag (m) | Goud      | serie 2: 1ste in 7.29,39 finale: 1ste in 7.23,50                         |
| Aleksandr Fedorovsky Sergey Kopliakov Sergey Krasyuk Viktor Kuznetsov Aleksey Markovsky Arsens Miskarovs Yevgeny Seredin Vladimir Shemetov | 4x100m wisselslag (m) | Zilver    | serie 2: 1ste in 3.48,83 finale: 2de in 3.45,92                          |
| |                       |           |                                                                          |
| Olga Klevakina | 100m vrije slag (v)   | 4e        | serie 1: 2de in 57,62 finale: 4de in 57,40                               |
| Nataliya Strunnikova | 100m vrije slag (v)   | 6e        | serie 1: 1ste in 57,43 finale: 6de in 57,83                              |
| Larisa Tsaryova | 100m vrije slag (v)   | 15e       | serie 2: 4de in 59,12                                                    |
| Irina Aksyonova | 200m vrije slag (v)   | 8e        | serie 1: 3de in 2.03,63 finale: 8ste in 2.04,00                          |
| Olga Klevakina | 200m vrije slag (v)   | 4e        | serie 4: 2de in 2.02,36 finale: 4de in 2.02,29                           |
| Nataliya Strunnikova | 200m vrije slag (v)   | 7e        | serie 1: 2de in 2.03,36 finale: 7de in 2.03,74                           |
| Irina Aksyonova | 400m vrije slag (v)   | 5e        | serie 2: 2de in 4.14,39 finale: 5de in 4.14,40                           |
| Olga Klevakina | 400m vrije slag (v)   | 8e        | serie 2: 4de in 4.18,13 finale: 8ste in 4.19,18                          |
| Oksana Komissarova | 400m vrije slag (v)   | 9e        | serie 3: 3de in 4.18,61                                                  |
| Irina Aksyonova | 800m vrije slag (v)   | 4e        | serie 1: 2de in 8.44,42 finale: 4de in 8.38,05                           |
| Yelena Ivanova | 800m vrije slag (v)   | 8e        | serie 1: 4de in 8.45,80 finale: 8ste in 8.46,45                          |
| Oksana Komissarova | 800m vrije slag (v)   | 5e        | serie 1: 5de in 8.47,33 finale: 5de in 8.42,04                           |
| Larisa Gorchakova | 100m rugslag (v)      | 6e        | serie 3: 2de in 1.03,82 finale: 6de in 1.03,87                           |
| Yelena Kruglova | 100m rugslag (v)      | 11e       | serie 1: 2de in 1.04,63                                                  |
| Larisa Gorchakova | 200m rugslag (v)      | 8e        | serie 1: 3de in 2.16,68 finale: 8ste in 2.17,72                          |
| Yelena Kruglova | 200m rugslag (v)      | 15e       | serie 3: 5de in 2.22,41                                                  |
| Yuliya Bogdanova | 100m schoolslag (v)   | 16e       | serie 3: 4de in 1.15,04                                                  |
| Lina Kačiušytė | 100m schoolslag (v)   | 7e        | serie 2: 2de in 1.12,71 finale: 7de in 1.12,21                           |
| Elvira Vasilkova | 100m schoolslag (v)   | Zilver    | serie 1: 1ste in 1.11,03 finale: 2de in 1.10,41                          |
| Yuliya Bogdanova | 200m schoolslag (v)   | Brons     | serie 2: 1ste in 2.33,45 finale: 3de in 2.32,39                          |
| Lina Kačiušytė | 200m schoolslag (v)   | Goud      | serie 4: 1ste in 2.33,04 finale: 1ste in 2.29,54 (OR)                    |
| Elvira Vasilkova | 200m schoolslag (v)   | Zilver    | serie 3: 1ste in 2.29,77 (OR) finale: 2de in 2.29,61                     |
| Alla Grishchenkova | 100m vlinderslag (v)  | 15e       | serie 4: 4de in 1.04,10                                                  |
| Larisa Polivoda | 100m vlinderslag (v)  | 18e       | serie 1: 4de in 1.04,50                                                  |
| Alla Grishchenkova | 200m vlinderslag (v)  | 8e        | serie 3: 3de in 2.16,01 finale: 8ste in 2.15,70                          |
| Larisa Polivoda | 200m vlinderslag (v)  | 12e       | serie 1: 5de in 2.17,99                                                  |
| Olga Klevakina | 400m wisselslag (v)   | 7e        | serie 1: 2de in 4.55,99 finale: 7de in 4.50,91                           |
| Irina Gerasimova Olga Klevakina Natalya Strunnikova Larisa Tsaryova                                                                        | 4x100m vrije slag (v) | DSQ       | serie 2: gediskwalificeerd                                               |
| Irina Aksyonova Alla Grishchenkova Olga Klevakina Yelena Kruglova Natalya Strunnikova Elvira Vasilkova                                     | 4x100m wisselslag (v) | Brons     | serie 2: 2de in 4.16,46 finale: 3de in 4.13,61                           |

Afghanistan · Algerije · Andorra · Angola · Australië · België · Benin · Birma · Botswana · Brazilië · Bulgarije · Colombia · Congo-Brazzaville · Costa Rica · Cuba · Cyprus · Denemarken · Dominicaanse Republiek · Duitse Democratische Republiek · Ecuador · Ethiopië · Finland · Frankrijk · Griekenland · Groot-Brittannië · Guatemala · Guinee · Guyana · Hongarije · Ierland · IJsland · India · Irak · Italië · Jamaica · Joegoslavië · Jordanië · Kameroen · Koeweit · Laos · Lesotho · Libanon · Liberia · Libië · Luxemburg · Madagaskar · Mali · Malta · Mexico · Mongolië · Mozambique · Nederland · Nepal · Nicaragua · Nieuw-Zeeland · Nigeria · Noord-Korea · Oeganda · Oostenrijk · Peru · Polen · Portugal · Puerto Rico · Roemenië · San Marino · Senegal · Seychellen · Sierra Leone · Sovjet-Unie · Spanje · Sri Lanka · Syrië · Tanzania · Trinidad en Tobago · Tsjecho-Slowakije · Venezuela · Vietnam · Zambia · Zimbabwe · Zweden · Zwitserland